# Списък на чуждестранните футболисти в Първа професионална футболна лига
Тази статия представлява списък на чуждестранните футболисти, играли в българската Първа лига.
С удебелен шрифт са отбелязани играчите, които играят за отбори от Първа лига. В скоби са посочени само годините, в които футболистите са се състезавали в елита.
В списъка са посочени и чужденците, играли в различните регионални първенства преди създаването на държавен шампионат.

## Австралия
- Томи Юрич – ЦСКА (2019 - 2020)[1]
- Питър Макрилос – Славия (София) (2021)

## Австрия
- Максимилиан Карнер – Левски (2015 – 2016)
- Един Бахтич – Локомотив (Пловдив) (2019), Царско село (2020)
- Дени Алар – Левски (2019 – 2020)
- Кенан Муслимович – Локомотив (Пловдив) (2020 – 2021)
- Хидайет Ханкич – Ботев (Пловдив) (от 2021 г.)

## Азербайджан
- Емин Гулиев – Литекс (2001), Черно море (2002)
- Джалал Хюсеинов - Арда (2023 - )

## Албания
- Скендер Бегея – Академик София (1948 – 1951)
- Мехмед Курда – Черно море (1993 – 1994)[2]
- Сюлейман Кечи – Локомотив Пловдив (1994)
- Мухарем Сахити – Локомотив Пловдив (1994 – 1996)
- Насър Синани – Берое (1994 – 1995)
- Бурин Бериша – Спартак (Пловдив) (1994 – 1996)[3]
- Кущрим Муниши – Локомотив Пловдив (1995)
- Леонар Перлоши – Славия (1995)
- Невил Деде – Металург (Перник) (1998)[4]
- Албан Буши – Литекс (1997 – 1999)
- Алтин Хаджи – Литекс (1998 – 2000), ЦСКА (2003 – 2004)
- Йетон Гаши – Металург (Перник) (199?), Локомотив (София)
- Енцо Малинди – Славия (2007 – 2008), Спартак Варна (2008 – 2009), Академик София (2011)
- Киодиан Семина – Беласица (Петрич) (2008)
- Дитмар Бисай – Беласица (Петрич) (2008 – 2009)
- Албин Ходжа – Пирин (Благоевград) (2012 – 2013), Любимец (2014)
- Армандо Ваюши – Литекс (2012 – 2014)
- Едон Хасани – Литекс (2012 – 2013)
- Юрген Джазула – Литекс (2013 – 2014)
- Алби Дости – Монтана (2015)
- Ндуе Муйеци – Пирин (Благоевград) (2016 – 2017), Дунав (Русе) (2017)
- Фло Боджадж – Етър (2018 – 2020)
- Анди Рениа – Пирин (Благоевград) (2017 – 2018), Витоша (Бистрица) (2018)
- Реди Каса – Царско село (2022), Септември (София) (2022 - 2023)
- Уерди Мара – Берое (2023)
- Ерденис Гурища - ЦСКА 1948 (2023 - )

## Алжир
- Райс М'Боли – Славия (2009 – 2010), ЦСКА (2010, 2011 – 2012, 2013 – 2014)
- Жагурта Хамрун – Черноморец Бургас (2011)
- Фарес Брахими – Миньор (Перник) (2011 – 2012), Монтана (2013)
- Лоан Бумелаха – Миньор (Перник) (2012 – 2013)
- Фарид Бемрандам – Миньор (Перник) (2012)
- Амир Саюд – Берое (2013 – 2014)
- Наджиб Амари – Черноморец Бургас (2013), Левски (2014)
- Янис Юсеф – Черноморец Бургас (2013)
- Набил Еженави – Монтана (2016)
- Мехди Фенуш – Локомотив (Горна Оряховица) (2017), Верея (Стара Загора) (2017 – 2018), Черно море (Варна) (2018 – 2019)
- Илиас Хасани – Верея (Стара Загора) (2016 – 2017), Черно море (2017 – 2018), Арда (Кърджали) (2019 – 2020), Берое (2020 - 2021)
- Насим Зитуни – Дунав (Русе) (2018)
- Мехди Букаси – Черно море (Варна) (2019 – 2020)
- Карим Бухмиди – Локомотив (София) (2021)
- Аймен Махиус - ЦСКА 1948 (2023 - )

## Англия
- Ариматей - Тича (Варна) (1919)[5]
- Брайън Хауърд – ЦСКА (2013)
- Рос Дженкинс – Пирин (Благоевград) (2017)
- Вив Соломон-Отабор – ЦСКА (2019 – 2020)
- Конър Рандал – Арда (Кърджали) (2019 – 2020)
- Джером Синклеър – ЦСКА (2020 - 2021)
- Конър Руан – Локомотив (Пловдив) (2021 – 2022)
- Родел Ричардс – Хебър (2022)

## Ангола
- Алдаир Ферейра – Етър (2020 - 2021)
- Луиш Педро – Царско село (2020 - 2021)
- Шоу – Лудогорец (от 2021 г.)

## Аржентина
- Ернан Даниел – Берое (2001 – 2002)[6]
- Клаудио Граф – Литекс (2002 – 2003)
- Марсело Сармиенто – Литекс (2002 – 2003)
- Маркос Чарас – ЦСКА (2002 – 2005)
- Мауро Алегре – Ботев Пловдив (2006 – 2009)
- Херман Пиетробон – Пирин (Благоевград) (2007 – 2009), ЦСКА (2009), Спортист (Своге) (2009 – 2010)
- Емануел Мартинес – Пирин (Благоевград) (2008)
- Гастон Писани – Вихрен (Сандански) (2008)
- Адриан Фернандес – Черно море (Варна) (2008), Черноморец Бургас (2009 – 2010)
- Роберто Карбони – Черноморец Бургас (2009 – 2010)
- Лукас Трекаричи – ЦСКА (2010 – 2011)
- Хуан Мануел Бариентос – Локомотив (Пловдив) (2011)
- Хуан Пабло Компанучи – Локомотив (Пловдив) (2011 – 2012)
- Себастиан Скиорили – ЦСКА (2012 – 2013)
- Гуидо ди Вани – ЦСКА (2014)
- Елиан Парино – Локомотив (Пловдив) (2014 – 2015)
- Хуан Мануел Вареа – Черно море (Варна) (2015 – 2016)
- Хосе Луис Паломино – Лудогорец (2016 – 2017)
- Сантяго Вияфане – Монтана (2017)
- Хорхе Браун – Лудогорец (2017 – 2019)
- Лукас Масоеро – Локомотив (Пловдив) (2017 – 2021)
- Франко Мазурек – Левски (2019 – 2020)
- Николас Фемия – Етър (2020 - 2021)
- Федерико Варела – ЦСКА (София) (2021 - 2022)
- Алан Миналия – Ботев (Враца) (2022 – 2023)
- Браян Мендоса – Ботев (Враца) (от 2022 г.)
- Матиас Тисера – Лудогорец (от 2022 г.)
- Франко Русо – Лудогорец (от 2023 г.)
- Родриго Ачинели – Берое (от 2023 г.)
- Лучано Скуадроне – Берое (от 2023 г.)
- Енцо Ойос – Берое (от 2023 г.)
- Тиаго Сейхас – Берое (от 2023 г.)
- Франсиско Политино – Берое (от 2023 г.)
- Енцо Еспиноса – Берое (от 2023 г.)
- Хуан Пабло Лунгарзо – Берое (от 2023 г.)
- Франко Рамос Минго  – Берое (от 2023 г.)

## Армения
- Арташес Адамян – Спартак (Пловдив) (1994 – 1996)
- Хенрих Берберян – Славия (София) (1994), Шумен (1995)
- Размик Григорян – ЦСКА (1994 – 1995), Спартак Варна (1996 – 1997)
- Тигран Карабахцян – Черно море (Варна) (2008)
- Самвел Мелконян – Черноморец Бургас (2012)
- Румян Ховсепян – Арда (Кърджали) (2019 – 2020)
- Жираир Шагоян – ЦСКА (София) (от 2022 г.)

## Афганистан
- Фейсал Шайесте – Етър (2013)

## Белгия
- Пиер Мбемба – Академик София (2010 – 2011)
- Жанвион Юлу-Матондо – Левски (2011)
- Кристиян Кабаселе – Лудогорец (2011)
- Жан-Баптист Якасонго – Миньор (Перник) (2013), Локомотив (София) (2013 – 2014)
- Емерик де Вриесе – Локомотив (Пловдив) (2014 – 2015)
- Абелхаким Буна – Локомотив (Пловдив) (2017 – 2019)
- Бану Сейдина Диара – Верея (Стара Загора) (2018)
- Ахмед Туба – Берое (2019 – 2020)
- Файсел Касми – Черно море (2020 – 2021)
- Бабакар Дион – Локомотив (Пловдив) (от 2022 г.)

## Беларус
- Владимир Шунейко – Левски (2003)
- Никита Николаевич – Славия (2022)
- Владимир Медвед - Пирин (Благоевград) (2023 - )

## Бенин
- Фелисиан Сингбо – Локомотив (Пловдив) (2008 – 2010)
- Омар Косоко – ЦСКА (2013 – 2014), Литекс (2014), Ботев (Пловдив) (2016 – 2017)
- Седрик Утонджи – Левски (2019)
- Оливие Вердон – Лудогорец (от 2020 г.)
- Давид Кики – Монтана (2020 – 2021), Арда (2021 - 2022)

## Босна и Херцеговина
- Далибор Драгич – Левски (2000 – 2003), Черно море (2003), Марек (2004)
- Сеад Халилагич – Славия (2001 – 2002)
- Габриел Радойчич – Беласица (Петрич) (2002 – 2003)
- Сеад Горан – Нефтохимик (Бургас) (2001 – 2002)[7], Спартак (Варна) (2002 – ?)[8]
- Емир Обуча – Литекс (2003)
- Джемал Берберович – Литекс (2005 – 2009, 2010 – 2011, 2013 – 2014)
- Сергей Якирович – ЦСКА (2005 – 2007)
- Владан Груич – Литекс (2006)
- Боян Търкуля – Берое (2007)
- Един Адемович – Беласица (Петрич) (2008)
- Сувад Грабус – Лудогорец (2011)
- Мирза Мешич – Локомотив (София) (2011 – 2012)
- Горан Галешич – Ботев (Пловдив) (2014)
- Мирза Хасанбегович – Дунав (Русе) (2020), Локомотив (Пловдив) (2020)
- Хамза Чатакович – ЦСКА (София) (2021)

## Бразилия
- Руджерио Перейра – Славия (1993 – 1995, 1996), Шумен (1995 – 1996), Локомотив (София) (1997)
- Луиш Мота – Литекс (1998 – 2001)
- Леонидас Ферейра – Левски (2000)
- Вава – Беласица (Петрич) (2000 – 2002, 2003 – 2008), Левски (2002 – 2003)
- Рожерио Гаучо – Левски (2001)
- Уилям Батиста – Левски (2001), Спартак Плевен (2002)
- Тиаго Силва – Литекс (2001 – 2004), ЦСКА (2005 – 2007)
- Енрике – Литекс (2001 – 2003)
- Жуниван – Локомотив (Пловдив) (2001), Беласица (Петрич) (2003 – 2004, 2006 – 2007), Славия (2005)
- Лусио Вагнер – Черно море (2002 – 2003), Левски (2003 – 2010)
- Анджело да Силва – Черно море (2002)
- Даниел Моралес – Нафтекс (2002 – 2004), Локомотив (Пловдив) (2004 – 2005, 2007 – 2008), Черно море (2005 – 2006), ЦСКА (2007), Спартак (Варна) (2008 – 2009), Локомотив (Мездра) (2009)
- Деде – Литекс (2002)
- Жоао Карлош – ЦСКА (2002 – 2004)
- Агналдо – ЦСКА (2002 – 2003)
- Фабио Лима – ЦСКА (2003)
- Лео Лима – ЦСКА (2003)
- Родриго Соуза – ЦСКА (2003)
- Жан – Рилски спортист (Самоков) (2003)
- Алекс Аруда – Локомотив (София) (2003 – 2004)
- Жоаозиньо Нето – Литекс (2004)
- Сандриньо – Литекс (2005 – 2012)
- Фабио Соарес – Беласица (Петрич) (2005 – 2006), Рилски спортист (Самоков) (2006 – 2007)[9]
- Ду Бала – Беласица (Петрич) (2005 – 2007), Литекс (2008), Славия (2009)
- Диану – Беласица (Петрич) (2005 – 2008), Левски (2007)
- Маркиньос – Беласица (Петрич) (2006 – 2007), ЦСКА (2007 – 2011, 2014 – 2015), Локомотив (София) (2013 – 2014), Пирин (Благоевград) (2015 – 2016), Монтана (2016)
- Алекс дос Сантос – Локомотив (Пловдив) (2006)
- Даксон да Силва – Локомотив (Пловдив) (2006 – 2012)
- Маркош да Силва – Черно море (2006 – 2008)
- Тиаго Трейшел – Литекс (2006)
- Уелингтон да Силва - Том – Литекс (2006 – 2011, 2014), Ботев (Враца) (2020 - 2021)
- Жулио Сезар – Беласица (Петрич) (2006), Монтана (2009)
- Жоозиньо – Левски (София) (2007 – 2011)
- Зе Соареш – Левски (София) (2007 – 2010)
- Жеан Карлош – Левски (София) (2007 – 2009)
- Бето – Литекс (2007 – 2008)
- Адриано Миранда – Литекс (2007 – 2010), Спартак (Варна) (2009), Сливен (2010)
- Алешандре Жуниор – Литекс (2007 – 2008)
- Дуду Параиба – Марек (Дупница) (2007), Литекс (2007 – 2008)
- Фабиньо Ресифе – Черно море (2007)
- Джалма – Черно море (2007)
- Жовалдир Перейра – Черно море (2007 – 2009)
- Бето – Беласица (Петрич) (2007 – 2008), Славия (2009), Монтана (2009), Етър (2012)

- Ели Маркеш – Беласица (Петрич) (2007 – 2008), ЦСКА (2008 – 2009), Черно море (2009 – 2011), Славия (2011), Светкавица (2012), Етър (2012), Пирин (Гоце Делчев) (2013 – 2014)
- Адемар Ападесидо – Вихрен (Сандански) (2007)
- Миран – Вихрен (Сандански) (2007 – 2008)
- Еривертон Лима – Вихрен (Сандански) (2007 – 2009)
- Ней – ЦСКА (2007 – 2008)
- Фелипе Машадо – ЦСКА (2007 – 2009)
- Елтон де Соуза – Славия (2007 – 2008)
- Дуду – Черноморец (Бургас) (2008 – 2009)
- Мишел Платини – Черноморец (Бургас) (2008 – 2009), ЦСКА (2008 – 2011, 2012 – 2013), Лудогорец (2013 – 2014), Славия (2014)
- Диего Фераресо – Литекс (2008 – 2010), Локомотив (Пловдив) (2012 – 2014), Славия (2014 – 2016), Ботев (Враца) (2021 - 2023)
- Евертон Джилио – Том – Локомотив (Пловдив) (2008 – 2011), Миньор (Перник) (2011 – 2012), Локомотив (София) (2013 – 2015), Берое (2015 – 2017)
- Валмир – Миньор (Перник) (2008 – 2009)
- Родриго Коща Вия – Беласица (Петрич) (2008)
- Адемар Жуниор – Черно море (2009 – 2011), ЦСКА (2011 – 2012)
- Дока Мадурейра – Литекс (2009 – 2011)
- Жозе Жуниор – Славия (2009 – 2013), Левски (2012)
- Антонио Карлос – Славия (2009)
- Марко Тулио – Локомотив (Мездра) (2009)
- Рафаел Скиани – Локомотив (Пловдив) (2009)
- Тиаго Соареш – Локомотив (Пловдив) (2009 – 2010)
- Алешандре Сердейра – Ботев (Пловдив) (2009)
- Миранда – Миньор (Перник) (2009)[10]
- Луис Едуардо – Монтана (2009 – 2012), Етър (2012)
- Франсиско Алберони – Славия (2010)
- Рафаел Барбоса – Славия (2010)
- Габриел Ац – Черноморец (Бургас) (2010)
- Далмо – Черноморец (Бургас) (2010)
- Антонио Дос Сантос – Черноморец (Бургас) (2010 – 2011)
- Марио Жардел – Черно море (2010)
- Марко Тиаго – Черно море (2010 – 2011)
- Маркао – Академик (София) (2010 – 2011)
- Давид Лазари – Сливен (2010 – 2011)
- Родриго Галато – Литекс (2010)

- Винисиус Баривиейра – Литекс (2010 – 2011, 2014 – 2016)
- Ненем – Литекс (2011), Ботев (Враца) (2011)
- Тиаго Мирасема – Литекс (2011 – 2012), Монтана (2013)
- Селио Кодо – Литекс (2011)
- Лоривал Асис – Черноморец (Бургас) (2011 – 2012)
- Самуел Камазола – Черно море (2011 – 2013)
- Адисон – Черно море (2011 – 2012)
- Шоко – Лудогорец (2011 – 2014), Монтана (2016), Локомотив (Пловдив) (2017)
- Жуниньо Кишада – Лудогорец (2011 – 2018)
- Марселиньо – Лудогорец (2011 – 2020)
- Жосиас Басо – Славия (2011), Монтана (2016 – 2017)
- Ерисон Баяно – Славия (2011)
- Андерсон – Монтана (2011)
- Ромарио Резенте – Берое (2011)
- Марсело Никасио – Литекс (2012)
- Елиаш да Силва – Берое (2012 – 2016), Верея (Стара Загора) (2016 – 2018)
- Жуниор Кайсара – Лудогорец (2012 – 2015)
- Тасио – Локомотив (Пловдив) (2012), ЦСКА (2012)
- Родолфо Шавиер – Берое (2012)
- Жоао Салес – Берое (2012)
- Вандер Виейра – Ботев (Пловдив) (2012 – 2014)
- Енрике Артур – Ботев (Пловдив) (2012 – 2014)
- Касио – Ботев (Враца) (2012 – 2013)
- Жайро – Ботев (Враца) (2012 – 2013)
- Висенте – Ботев (Враца) (2012 – 2013)
- Аугусто – Ботев (Враца) (2012 – 2013)
- Еденилсон Бергонси – Черно море (2012 – 2014), ЦСКА (2014 – 2015), Пирин (Благоевград) (2015 – 2016)
- Лукаш Саша – ЦСКА (2012 – 2013), Лудогорец (2015 – 2019)
- Нерилон Ферейра – Етър (2012)
- Марсиньо – Левски (2012 – 2013)
- Рамон Лопес – Левски (2013)
- Марсиньо – ЦСКА (2013 – 2014)
- Ревсон – ЦСКА (2013)
- Флавио Паулино – Локомотив (Пловдив) (2013)
- Габриел до Кармо – Локомотив (Пловдив) (2013)
- Диего Невеш – Славия (2013)
- Фернандо Силва – Славия (2013 – 2015), Монтана (2016)
- Ванжер – Литекс (2013)
- Стенио Жуниор – Литекс (2013)
- Евандро Ронкато – Берое (2013)
- Бруно Оливейра – Черноморец (Бургас) (2013)
- Мауро Алонсо – Любимец (2013)
- Рафаел Бастос – Левски (2014)
- Хуан Фелипе – ЦСКА (2014 – 2015)
- Вандерсон – Лудогорец (2014 - 2022)
- Натанаел Пимиента – Лудогорец (2015 – 2019)
- Джонатан Кафу – Лудогорец (2015 – 2017)
- Сисиньо – Лудогорец (2015 - 2022)
- Виктор Голас – Ботев (Пловдив) (2015 – 2017)
- Бала – Монтана (2016 – 2017)
- Пауло Енрике – Черно море (2016)
- Рафаел де Соуза – Ботев (Пловдив) (2016 – 2017)
- Фелипе Бризола – Ботев (Пловдив) (2016 – 2018)
- Жоао Пауло – Ботев (Пловдив) (2016, 2018), Лудогорец (2017 - 2020)
- Густаво Кампаняро – Лудогорец (2016 – 2018)
- Алешандре Ханс – Пирин (Благоевград) (2016 – 2017)
- Ренан дос Сантос – Лудогорец (2017 - 2021)
- Фернандо Виана – Ботев (Пловдив) (2017, 2019)
- Алваро Юлиано – Ботев (Пловдив) (2017)
- Матеус Биси – Славия (София) (2017)
- Карлос Жатоба – Дунав (Русе) (2017 – 2018)
- Ешкедриня – Дунав (Русе) (2017 – 2018)
- Густаво Сауер – Ботев (Пловдив) (2017 – 2018)
- Диого Кампос – Ботев (Пловдив) (2017 – 2018)
- Фернандо Каранга – ЦСКА (2017 – 2018)
- Матеус Леони – Берое (2017 – 2019), Арда (Кърджали) (2019 - 2020)
- Енрике Роберто Рафаел – ЦСКА (2017 - 2021), ЦСКА 1948 (2022 - )
- Елитон Жуниор – Локомотив (Пловдив) (2017 - 2019)
- Рафаел Форстър – Лудогорец (2017 – 2020)
- Жеферсон Телес – ЦСКА (2017 - 2023)
- Алфредо – Берое (2017 - 2019)
- Уирис Густаво – Локомотив (Пловдив) (2018 – 2020)
- Жуниор Брандао – – Лудогорец (2018 – 2019)
- Мауридес – ЦСКА (2018)
- Евандро – ЦСКА (2018 – 2020)
- Паулиньо – Левски (2018 - 2021)
- Ривалдиньо – Левски (2018 – 2019)
- Луан Виана – Левски (2018 – 2019)
- Вандерсон Виана – Берое (2018 – 2019)
- Джонатан Перейра – Ботев (Пловдив) (2018 - 2021), Берое (2021 - 2022), ЦСКА 1948 (2022 - )
- Дуда – Дунав (Русе) (2018)
- Глаусио – Дунав (Русе) (2018)
- Еберт – Ботев (Пловдив) (2019)
- Родриго Енрике – Черно море (Варна) (2019 - 2022)
- Давид Рибейро – Лудогорец (Разград) (2019), Ботев (Враца) (2019)
- Лукас Мартинс – Арда (2019 – 2020), Царско село (2022), Берое (2022)
- Тайлон – Ботев (Пловдив) (2019)
- Густаво Бузато – ЦСКА (от 2019 г.)
- Фернандо Кавалканте – Дунав (Русе) (2019 – 2020)
- Густаво Карбониери – Царско село (2019 - 2021)
- Уесли Ната – Царско село (2019 – 2020)
- Евертон Диас – Царско село (2019)
- Андерсон Кордейро – Царско село (2019 – 2021)
- Октавио – Берое (2020 – 2021), Локомотив (София) (2021 - 2022), ЦСКА 1948 (2022 - )
- Андерсон Барбоса – Ботев (Пловдив) (2020)
- Уго Гомейро – Дунав (Русе) (2020)
- Лукас Салинас – Локомотив (Пловдив) (2020 - 2022)
- Каули – Лудогорец (2020 – 2023)
- Лео Фиораванти – Царско село (2020)
- Маркиньос Педросо – Ботев (Пловдив) (2020 – 2021)
- Алекс Сантана – Лудогорец (2020 - 2022)
- Едимар Жуниор – Арда (2020 - 2021), ЦСКА 1948 (2022 - )
- Маркиньос – Ботев (Пловдив) (2021 - 2022)
- Лукас Диас – Царско село (2021 – 2022)
- Джоната Машадо – Локомотив (София) (2021)
- Матеус Касини – Ботев (Враца) (2021)
- Педро Ферари – Пирин (Благоевград) (2021 – 2022)
- Матеус Дуарте – Локомотив (София) (от 2021 - 2023)
- Рик – Лудогорец (от 2021 г.)
- Цунами – Левски (София) (от 2022 г.)
- Уелтън – Левски (София) (от 2022 г.)
- Маурисио Гарсес – ЦСКА (София) (2022 - 2023)
- Роналдо – Левски (София) (от 2022 г.)
- Алекс Фернандес - Черно море (от 2022 г.)
- Хелитон – ЦСКА 1948 (от 2022 г.)
- Тиаго Барбоса – ЦСКА 1948 (от 2022 г.)
- Луан – Локомотив (Пловдив) (от 2022 г.), Спартак (Варна) (2023)
- Матеус Силва – Локомотив Пловдив (2022 - )
- Евандро – Локомотив (Пловдив) (от 2022 г.), Спартак (Варна) (2023)
- Джовани – Локомотив (Пловдив) (от 2022 г.)
- Франса – Локомотив (София) (от 2022 г.)
- Алан Диас – Локомотив (София) (от 2022 г.)
- Каду – Локомотив (София) (2022 - 2023)
- Емануел Моура – Спартак Варна (2022 - 2023)
- Нонато – Лудогорец (от 2022 г.)
- Педро Нареси – Лудогорец (от 2022 г.)
- Педро Енрике – Лудогорец (от 2022 г.), Берое (2023)
- Игор Тиаго – Лудогорец (2022 - 2023)
- Жуниор Палмарес - Арда (2022 - 2023)
- Клайдер Маседо  - Берое (2023), ФК Крумовград (2023 - )
- Лукас Брамбиля - Ботев (Враца) (2023)
- Сидклей - ЦСКА 1948 (2023)
- Талис - ЦСКА 1948 (2023 - )
- Жоао Сеско - Хебър (2023 - )
- Лукас Сантана - ФК Крумовград (2023 - )
- Ренан Ареяс - ФК Крумовград (2023 - )
- Бруно Гарсия - ФК Крумовград (2023 - )
- Лео Сена - Локомотив Пловдив (2023 - )

## Буркина Фасо
- Исуф Уатара – Черноморец (Бургас) (2012 – 2013)
- Хабиб Бамого – Ботев (Пловдив) (2013 – 2014)

## Венецуела
- Алехандро Сичеро – Литекс (2005 – 2008)
- Габриел Сичеро – Вихрен (Сандански) (2007)
- Ектор Гонсалес – Черноморец (Бургас) (2010 – 2011)
- Ермес Паломино – Черно море (2011 – 2013)
- Марлон Фернандес – Черно море (2012)
- Адалберто Пеняранда – ЦСКА (2020 - 2021)
- Кристиан Мендоза - Локомотив (Пловдив) (2023 - )

## Габон
- Улис Ндонг – Локомотив (Горна Оряховица) (2016 – 2017), Славия (София) (2017 – 2018), Верея (Стара Загора) (2018)
- Александър Н'Думбу – Верея (Стара Загора) (2018)
- Миси Мезу – Етър (Велико Търново) (2021), Царско село (2021 – 2022)

## Гамбия
- Ниогу Демба-Нирен – Левски (2003)
- Бакари – Черно море (2013 – 2017)
- Али Соу – ЦСКА (2018 - 2021)
- Аласана Мане – Етър (2018 – 2019)
- Ноа Сонко Сундберг – Левски (София) (2022 - 2023), Лудогорец (2023 - )
- Сейни Санянг - ЦСКА (2023 - )

## Гана
- Иса Ал Хасан – Берое (2001 – 2002)
- Емануел Бентил – Черно море (2003 – 2006)[11]
- Айзък Куоки – Берое (2004 – 2007)
- Стивън Опей – Литекс (2005)
- Бертран Хактам – Локомотив (Пловдив) (2007 – 2009)
- Ерик Кабу – Ботев (Пловдив) (2008 – 2010)
- Даниел Ола – Ботев (Пловдив) (2009 – 2010)
- Дерек Асамоа – Локомотив (София) (2009 – 2010)
- Майкъл Тевия – Локомотив (Мездра) (2009 – 2010), Левски (2010), Калиакра (Каварна) (2011), Любимец (2013 – 2014), Хасково (2014 – 2015), Верея (Стара Загора) (2018)
- Уилям Тиеро – ЦСКА (2010)
- Агеманг Опоку – Левски (2012)
- Годфред Бекое – Черноморец (Бургас) (2014)
- Франсис Нар – Левски (2016 – 2017)
- Карлос Охене – Берое (2016 – 2018, 2019 – 2021), Царско село (2021 – 2022), ЦСКА 1948 (2022 - 2023), Хебър (2023 - )
- Самуел Инкоом – Верея (2017), Дунав (Русе) (2019)
- Ишмаел Байду – Септември (София) (2017 – 2018)
- Дерек Менса – Дунав (Русе) (2017 – 2018)
- Едвин Джеси – ЦСКА (2018 – 2020)
- Насиру Мохамед – Левски (2019 - 2021)
- Бернард Текпетей – Лудогорец (от 2020 г.)
- Емануел Току – Ботев (Пловдив) (2021 - 2023)
- Бисмарк Чарлс – ЦСКА (София) (от 2021 г.)
- Мохамед Фатау – Спартак Варна (2022 - )

## Гваделупа
- Грегори Гендри – Етър (2012)
- Кевин Малпон – Верея (Стара Загора) (2019)
- Матиас Фаетон - ЦСКА (2023 - )

## Гвинея
- Ларсен Туре – Левски (2013 – 2014)
- Усман Балде – Верея (Стара Загора) (2017 – 2018)
- Ибрахима Конте – Берое (2019 – 2021)
- Жул Кейта – ЦСКА (2020 - 2021)
- Па Конате – Ботев (Пловдив) (2021 - 2023)
- Фоде Гираси – Черно море (2021)

## Гвинея-Бисау
- Бруно Фернандеш – Берое (2005 – 2006)
- Аделино Лопеш – Черно море (2006), Берое (2006 – 2007), Локомотив (София) (2007 – 2009)
- Донижо Индзаги – Черно море (2006)
- Базил де Карвальо – Локомотив (Пловдив) (2010 – 2012), Левски (2012 – 2013)
- Тони Силва – ЦСКА (2013 – 2015)
- Жоржиньо – ЦСКА (2018 – 2019), Лудогорец (2019 - 2023)
- Луизиньо - Берое (2022 - 2023)
- Мади Кета - Черно море (2022 - 2023)
- Мимито Биаи - Черно море (2022 - 2023)
- Жоао Марио - Спартак (Варна) (2022 - 2023)
- Сана Гомеш  – Берое (2023)

## Германия
- Янек – Левски (София)[12]
- Щефан Карл – Локомотив (София) (2001 – 2003)
- Балдо ди Григорио – Славия (2005)
- Кристиян Спречакович – Черно море (2008)
- Йохен Зайц – Черноморец (Бургас) (2009 – 2011)
- Паскал Борел – Черноморец (Бургас) (2009 – 2011)
- Матиас Морис – Черноморец (Бургас) (2009 – 2010)
- Савио Нсереко – Черноморец (Бургас) (2011), Берое (2015), Верея (Стара Загора) (2018)
- Михал Протасевич – Етър (2013)
- Паул Гришок – Етър (2013)
- Орхан Аткаш – Хасково (2015)[13]
- Кристофър Мандиангу – Септември (София) (2019)
- Лукас Рейдър – Локомотив (Пловдив) (2021 - 2022)
- Лирой-Жак Микелс - Спартак (Варна) (2022 - 2023)
- Себастиан Якубяк - Септември (София) (2023)
- Марсел Хейстер - Лудогорец (2023 - )

## Грузия
- Сергей Чурадзе – Локомотив (София) (1995 – 1996)
- Роман Ахаклаци – Шумен (1999 – 2000)[14]
- Амиран Муджири – Марек (Дупница) (2001 – 2003), ЦСКА (2004 – 2005)
- Автандил Гвианидзе – Ботев (Пловдив) (2002 – 2004)
- Автандил Сихарулизе – Ботев (Пловдив) (2003 – 2004)
- Леван Шавгулидзе – Черно море (2003 – 2004)
- Владимир Какашвили – Черно море (2003 – 2005), Беласица (Петрич) (2005 – 2006), Рилски спортист (2006 – 2007)[15]
- Константин Дарсания – Черно море (2004 – 2006)[16]
- Годерчи Мачадзе – Верея (Стара Загора) (2018 – 2019)
- Шота Гвазава – Верея (Стара Загора) (2019)
- Гурам Гощелиани – Пирин (Благоевград) (2021 – 2022)

## Гърция
- Аристейдис Лотас – Локомотив (Мездра) (2008 – 2009)
- Христос Аритзис – Вихрен (Сандански) (2008)
- Димитрис Карадемитрос – Вихрен (Сандански) (2008 – 2009)
- Христос Маладенис – Вихрен (Сандански) (2009)
- Димитриос Зографакис – Вихрен (Сандански) (2009)
- Илиас Кириакидис – Локомотив (Пловдив) (2012), ЦСКА (2012 – 2013)
- Йоргос Саламатракис – Локомотив (Пловдив) (2012 – 2013)
- Стелиос Илаидис – Локомотив (Пловдив) (2013 – 2014)
- Константинос Казнаферис – Локомотив (Пловдив) (2013 – 2014)
- Лефтерис Сакелариу – Любимец (2013)
- Антонис Стергиакис – Славия (2016 – 2020)
- Христос Контохристос – Монтана (2016)
- Теодорос Папуцогианополус – Славия (София) (от 2018 г.)
- Теофилос Курупис – Верея (Стара Загора) (2018 – 2019), Витоша Бистрица (2019)
- Димитриос Хантакиас – Черно море (Варна) (2019 – 2020)
- Янис Каргас – Левски (2019 – 2020)
- Манолис Русакис – Арда (2021)
- Георгиос Кацикас – Локомотив (София) (2021 - 2022)
- Константинос Балоянис-Ботев (Пловдив) ( 2023-)

## Дания
- Емил Петер Йоргенсен – Верея (Стара Загора) (2018 – 2019)

## ДР Конго
- Масена Моке – ЦСКА (2000 – 2001), Берое (2002 – 2004), Черно море (2006 – 2008), Вихрен (Сандански) (2008 – 2009)
- Кристофър Уалембо – Черноморец (Бургас) (2012)
- Орелиен Нгейтала – Черноморец (Бургас) (2012 – 2013)
- Седрик Басея – Локомотив (София) (2013)
- Раул Нгадрира – Локомотив (София) (2014)
- Жуниор Мапуку – Берое (2014 – 2015, 2016 – 2017), Левски (2017), Славия (София) (2021 - 2022)
- Жоел Чимамба – Ботев (Пловдив) (2015)
- Джоди Лукоки – Лудогорец (2015 – 2020)
- Аристот Н'Донгала – Локомотив (Горна Оряховица) (2017), Черно море (Варна) (2018 – 2019)
- Феребори Доре – Ботев (Пловдив) (2019)
- Джордан Икоко – Лудогорец (2019 - 2022)
- Доминик Малонга – Локомотив (Пловдив) (2020)

## Египет
- Магди Толба – Левски (1994)
- Мохамед Тавакол – Светкавица (2011)
- Ислам Магди – Светкавица (2011)
- Махмут Абделати – Светкавица (2011)

## Еквадор
- Мануел Мендоса – Левски (2002 – 2003)
- Кевин Меркадо – ЦСКА (2017 – 2018)
- Жорди Кайседо – ЦСКА (2021 - 2022)
- Жорди Говеа  – Берое (от 2023 г.)
- Майк Севалос  – Берое (от 2023 г.)
- Майкъл Естрада - ЦСКА (2023 - )
- Луис Кордова - Етър (Велико Търново) (2023 - )

## Екваториална Гвинея
- Иван Боладо – ЦСКА (2012)

## Естония
- Йоел Линдпере – ЦСКА (2004 – 2005)
- Едуард Ратников – Берое (2005 – 2007)
- Даниил Ратников – Черно море (2010 – 2011)
- Богдан Вашук – Левски (2018 – 2019)
- Артьом Артюнин – Етър (2018 – 2019)
- Никита Баранов – Берое (2019)
- Едгар Тур – Ботев (Враца) (2019)
- Тревор Елхи – Ботев (Враца) (2019)
- Марк Едур – Етър (2020)
- Карол Мец – ЦСКА (София) (2021 – 2022)
- Матвей Игонен - Хебър (2023 - )
- Йонас Там - Ботев (Пловдив) (2023 - )

## Израел
- Ели Зизов – Левски (2006 – 2009)
- Том Маншаров – Славия (2010 – 2011)
- Елиша Сам – Арда (Кърджали) (2019 – 2020)
- Дан Битон – Лудогорец (2019 - 2021)
- Талеб Тавата – Лудогорец (2019 – 2020)
- Амит Битон – Берое (2022)
- Рой Херман – Ботев (Пловдив) (2022 - )
- Дени Групер – Лудогорец (2022 – )

## Индия
- Ренеди Сингх – ЦСКА (2015)[17]

## Ирак
- Осама Рашид – Локомотив (Пловдив) (2016)
- Ребин Сулака – Арда (Кърджали) (2020), Левски (София) (2021)

## Ирландия
- Килиан Шеридън – ЦСКА (2010 – 2012)
- Конър Хендерсън – Пирин (Благоевград) (2017 – 2018, 2021 – 2022)
- Греъм Кери – ЦСКА (2019 - 2022)

## Исландия
- Гардар Гунльойсон – ЦСКА (2008 – 2010)
- Холмар Ейолфсон – Левски (2017 – 2020)
- Видар Йорн Кяртансон - ЦСКА 1948 (2023 - )

## Испания
- Франсиско Мартос – ЦСКА (2006 – 2007)
- Диди Родригес – Славия (2009 – 2010)
- Хуан Хосе Песка – Ботев (Пловдив) (2009 – 2010)
- Тони Калво – Левски (2011 – 2012)
- Рубен Паласуелос – Ботев (Пловдив) (2012)
- Уго Лопес – Славия (2012)
- Антонио Томас – ЦСКА (2012)
- Кристиян Идалго – Черно море (2013)
- Серхио Франко – Локомотив (София) (2013 – 2014)
- Алекс Перес – Левски (2013)
- Дани Абало – Лудогорец (2013 – 2015)
- Мигел Бедоя – Левски (2014 – 2016)
- Антонио Аниете – Левски (2014 – 2015, 2016 – 2017)
- Маркос Барено – Берое (2016 – 2017)
- Мигел Ангел Луке – Локомотив (Пловдив) (2016 – 2017)
- Пируло – Черно море (Варна) (2017)
- Жорди Гомес – Левски (2017 – 2018)
- Давид Гонсалес – Верея (Стара Загора) (2017)
- Давид Боло – Славия (София) (2019)
- Раул Албентоса – ЦСКА (София) (2019)
- Хулио – Царско село (2020)
- Пако Пуертас – Етър (2020)
- Ихиньо Марин – Лудогорец (2020 - 2022)
- Пабло Гарсия – Черно море (2021 - 2022)
- Йон Бакеро – Славия (София) (2022, 2023 - )
- Алекс Серано - Хебър (2023)
- Антонио Перера – Ботев (Пловдив) (2022 - )
- Патрик Нгинги – Хебър (2022 - )
- Робер Сиера - Спартак (Варна) (2022 - 2023)
- Пабло Алварес - Черно море (2023 - )
- Сон - Лудогорец (2023 - )

## Италия
- Егон Терцета – ФК Тича (1920 – 1921), Владислав (Варна) (1921 – 1928)
- Амедео Клева – Левски (1942 – 1953)
- Алесандро Алесандрини – Септември (София) (1998 – 1999) [18]
- Гулиемо Балдини – Нефтохимик (Бургас) (2000)
- Федерико Балестри – Нефтохимик (Бургас) (2000)
- Андреа Парола – Нефтохимик (Бургас) (2000 – 2001)[19]
- Дарио Сера – Нафтекс (Бургас) (2005 – 2006)[20]
- Джовани Сперанца – Славия (2005 – 2006)
- Томазо Рокичиоли – Сливен (2008 – 2009)
- Емануеле Морини – Ботев (Пловдив) (2009)
- Лука Бриньоли – Ботев (Пловдив) (2009)
- Алан Карлет – Ботев (Пловдив) (2009)
- Фабио Тинаци – Ботев (Пловдив) (2009)
- Масимилиано Брици – Ботев (Пловдив) (2009)
- Марко Д'Арженио – Ботев (Пловдив) (2009)
- Чиро Сиригано – Ботев (Пловдив) (2009)
- Джилберто Дзанолети – Ботев (Пловдив) (2009)
- Алберто Ребека – Ботев (Пловдив) (2009)
- Иларио Лана – Ботев (Пловдив) (2009)
- Марко ди Паоло – Ботев (Пловдив) (2009)
- Джузепе Акуаро – ЦСКА (2010 – 2011)
- Фабрицио Грило – ЦСКА (2010 – 2011)
- Кристиан Тибони – ЦСКА (2010 – 2011)
- Марко Еспозито – ЦСКА (2010 – 2011)
- Алберто Куадри – Черноморец (Бургас) (2011)
- Мишел Кручани – Черноморец (Бургас) (2011)
- Масимилиано Амендола – Ботев (Враца) (2012 – 2013)
- Алесандро Маркети – Ботев (Враца) (2012 – 2013)
- Джузепе Пира – Ботев (Враца) (2012 – 2013)
- Роберто Флориано – Ботев (Враца) (2012 – 2013)
- Емануеле Джерия – Славия (София) (2017 – 2019)
- Диего Фабрини – ЦСКА (2019)
- Стефано Белтраме – ЦСКА (2020 - 2021)
- Матео Лукарели – Царско село (2022)
- Давиде Витурини – Царско село (2022)
- Алесандро Мартела – Царско село (2022)
- Алесандро Копола – Царско село (2022)
- Седрик Каломбо – Царско село (2022)
- Давиде Мазела – Царско село (2022)
- Фелипе Ронкети – Царско село (2022)
- Стефано Палмучи – Царско село (2022)
- Давиде Чиполети – Царско село (2022)
- Гуидо Гуериери – Царско село (2022)
- Клаудио Бонани – Хебър (2022 - 2023)

## Кабо Верде
- Анселмо Рибейро - Жаир – ЦСКА (1996 – 1997)
- Жозе Емилио Фуртадо – Вихрен (Сандански) (2005), ЦСКА (2006 – 2007)
- Зе Руй – ЦСКА (2007 – 2009)
- Родолфо Лима – Вихрен (Сандански) (2007 – 2008)
- Давид Силва – Локомотив (Мездра) (2008), ЦСКА (2009 – 2010)
- Нилтон Кардосо – Черноморец (Бургас) (2009 – 2010)
- Нилсон Антонио – ЦСКА (2012 – 2013)
- Гари Родригес – Левски (2013 – 2014)
- Луис Соарес – ЦСКА (2014 – 2015)
- Стенио – Черно море (2014 – 2016), Ботев (Пловдив) (2016)
- Стивън Перейра – ЦСКА (2018 – 2019)
- Патрик Андраде – Черно море (Варна) (2018 – 2020)
- Жилсон Варела – Етър (2018)
- Стив Фуртадо – Берое (2020 - 2022), ЦСКА 1948 (2022 - )
- Кукула – Берое (2020 – 2022)

## Казахстан
- Еркебулан Нургалиев – Верея (Стара Загора) (2017)
- Eркебулан Сеидахмет – Левски (2019)

## Камерун
- Бенджамин Нджемо – Ботев (Пловдив) (2000 – 2001), Славия (2001)[21]
- Марсел Еламе – Берое (2004 – 2005, 2008), Локомотив (Пловдив) (2006), Вихрен (Сандански) (2008 – 2009)
- Даниел Беконо – Берое (2004 – 2007), ЦСКА (2008 – 2009)
- Соломон Батамаг – Берое (2004 – 2007)
- Жоел Кики Н'Гако – Беласица (Петрич) (2005 – 2008)
- Алфред Мапока – Ботев (Пловдив) (2009)
- Густав Бакоен – Ботев (Пловдив) (2009)
- Дюдоне Овона – Берое (2011 – 2013)
- Борис Дегое – Монтана (2012)
- Нджонго Присо – ЦСКА (2012 – 2013)
- Тико Месина – Етър (2013)
- Алберт Банинг – Славия (2013)
- Петрус Бумал – Литекс (2014 – 2016), ЦСКА (2016 – 2017)
- Франк Мбарга – Славия (2015)
- Джъстин Менголо – Левски (2016)
- Раул Лое – ЦСКА (2017 – 2018)
- Пиер Фонкеу – Берое (2020)
- Джеймс Ето'о – Ботев (Пловдив) (от 2021 г.)
- Рууни Ева - ЦСКА 1948 (2023 - )
- Пиер-Даниел Н'Гинда - ЦСКА 1948 (2023 - )
- Даниел Ками - Локомотив (София) (2023 - )

## Канада
- Роберто Чабай – Ботев (Пловдив) (1992 – 1993)[22]
- Милан Борян – Лудогорец (2014, 2015 – 2017)

## Кения
- Абуд Омар – Славия (2016 – 2018)

## Кипър
- Стелиос Димитру – Локомотив (Пловдив) (2012)
- Янис Геролемоу – Царско село (2020)
- Панайотис Лука – Царско село (2020)
- Пиерос Сотириу – Лудогорец (2021 - 2022)
- Христос Шелис – Левски (София) (2021 – 2022)

## Киргизстан
- Нематджан Закиров – Пирин (Благоевград) (1992 – 1994), Левски (Кюстендил) (1995 – 1997)
- Назим Аджиев – Пирин (Благоевград) (1992)
- Руслан Аджиев – Миньор (Перник) (1991 – 1992), Славия (1992)
- Олег Казмирчук – Хасково (1992)
- Алибек Момунов – Хасково (1992)

## Колумбия
- Бернардо Редин – ЦСКА (1990 – 1991)
- Карлос Пимиенто – ЦСКА (1990 – 1992)
- Хамилтон Рикард – ЦСКА (2001 – 2002)
- Себастиан Ернандес – Лудогорец (2013 – 2015), Черно море (2015)
- Вилмар Джордан – Литекс (2013 – 2014), ЦСКА (2016)
- Данило Асприля – Литекс (2014 – 2015), ЦСКА (2023 - )
- Рафаел Перес – Литекс (2015 – 2016), ЦСКА (2016 – 2017)
- Хенри Рохас – Литекс (2016)
- Густаво Кулма – Литекс (2016), ЦСКА (2016 – 2018)
- Жеан Карлос Бланко – ЦСКА (2018)
- Серхио Кастанеда – Септември (София) (2018)
- Андрес Санчес – Витоша Бистрица (2019 – 2022)
- Фабио Бурбано – Ботев (Пловдив) (2020)
- Браян Переа – Ботев (Враца) (от 2022 г.)
- Браян Морено – ЦСКА (София) (от 2022 г.)
- Сантиаго Монтоя – Ботев (Враца) (2022 – 2023)
- Йохан Валбуена – Ботев (Враца) (2022)
- Марселино Кареасо – ЦСКА (София) (от 2022 г.)[23]
- Джеферсон Гранадо - ФК Крумовград (2023 - )
- Браян Кордоба - ЦСКА (2023 - )

## Коморски острови
- Абдалах Имамо - Черно море (2019)[24]

## Конго
- Н'Сендо Кололо – Ботев (Пловдив) (2009 – 2010), Монтана (2011 – 2013)
- Лис Муйтис – Черноморец (Бургас) (2010 – 2011)
- Бернар Итуа – Литекс (2011 – 2012)
- Люк Матютю – Локомотив (София) (2013 – 2014)
- Феребори Доре – Ботев (Пловдив) (2014 – 2015)
- Рахави Кифуети – Ботев (Пловдив) (2015 – 2016)
- Кристофър Мафумби – Верея (Стара Загора) (2016)
- Кевин Кубемба – ЦСКА (2017 – 2018)
- Уго Кононго – Черно море (Варна) (2018 – 2019)
- Брадли Мазику – ЦСКА (2019 – 2022)
- Мавис Чибота – Лудогорец (2019 – 2022)
- Дилан Бахамбула – Царско село (2019 – 2020)
- Гаюс Макоута – Берое (2020 – 2021)
- Меси Биатумусока – Ботев (Враца) (2022 – 2023)
- Райън Бидунга – Локомотив (Пловдив) (2022 – 2023), ЦСКА 1948 (2023 – )

## Косово
- Суад Сахити – Септември (София) (2019)
- Газим Пепси  - Пирин (Благоевград) (2023 - )

## Кот д'Ивоар
- Серж Йофу – Добруджа (1997 – 1999), Левски (1999 – 2000)
- Гийом Да Зади – ЦСКА (2005 – 2007)
- Фидел Куаме – Рилски спортист (2006 – 2007)
- Куатара Мамаду – Рилски спортист (2006 – 2007)
- Абудрамае Бамба – Черноморец (Бургас) (2008), Локомотив (Мездра) (2009 – 2010)
- Басалиа Саканоко – Локомотив (Пловдив) (2010)
- Франк Гела – Лудогорец (2012 – 2013)
- Яник Боли – Черноморец (Бургас) (2012 – 2013)
- Яя Меледже – Ботев (Пловдив) (2016 – 2018), Септември (София) (2018), Берое (2019 – 2020)
- Умар Сако – Берое (2021 – 2022), Арда (2022 – )
- Пиер Зебли – Царско село (2022), Локомотив Пловдив (2022 - )
- Абдулайе Траоре – Ботев (Пловдив) (2022 - )
- Дауда Бамба – ЦСКА (2022 - 2023)
- Бенджамин Карамоко - Спартак (Варна) (2022 - 2023)

## Кюрасао
- Дъстли Мюлдер – Левски (2010 – 2014)
- Сивард Спрокел – ЦСКА (2012), Ботев (Пловдив) (2013 – 2014)
- Джереми де Ноойер – Левски (2015 – 2017)
- Джеваро Непомусено – Черно море (2021 – 2022)
- Нейтън Олдър – Левски (2022 - ), Спартак Варна (2023 - 2023)
- Лиандро Мартис – Спартак Варна (2022 - 2023)

## Латвия
- Валери Ивановс – Спартак (Варна) (2000 – 2001)[25]
- Викторс Морозс – ЦСКА (2008 – 2010)
- Станиславс Пихоцкис – Черно море (2009)
- Андрейс Павловс – Локомотив (Пловдив) (2012)
- Максимс Уваренко – ЦСКА (2015)
- Андрейс Ковальовс – Верея (Стара Загора) (2019)
- Чебраил Макрекис – Пирин Благоевград (2022 - 2023)

## Либерия
- Джордж Уеа - син – Калиакра (Каварна) (2012 – 2013)

## Литва
- Ернестас Шеткус – Ботев (Пловдив) (2012 – 2013)
- Валдемар Боровский – Берое (2015)
- Витаутас Черниаускас – ЦСКА (2017 – 2020)
- Юлиус Каспаравичус – Черно море (2022)
- Фаустас Степонавичюс - Ботев (Пловдив) (2023 – )

## Люксембург
- Орелиен Йоахим – ЦСКА (2014 – 2015)

## Мавритания
- Омар Камара – Берое (2021 - 2022)
- Ел Мами Тета - Арда (2022 - 2023)

## Мавриций
- Кевин Бру – Левски (2013 – 2014)

## Мадагаскар
- Анисе Абел – Черноморец (Бургас) (2011 – 2012), ЦСКА (2012 – 2013), Ботев (Пловдив) (2013 – 2014), Лудогорец (2014 - 2021), Берое (2022 - 2023)

## Мали
- Коли Канте – Беласица (Петрич) (2007 – 2009)
- Мамуту Кулибали – Черно море (2009 – 2010, 2015 – 2016)
- Гара Дембеле – Локомотив (Пловдив) (2010), Левски (2010 – 2011)
- Сюлейман Диамутен – Левски (2012)
- Мамади Сидибе – ЦСКА (2013)
- Аласан Диаби – Септември (София) (2018)
- Мохамед Сила – Витоша Бистрица (2019 - 2020)
- Абубакар Тунгара – Берое (2021 - 2023), Арда (2023 - )
- Мустафа Сангаре - ПФК „Левски“ (София) (2025 - )

## Малта
- Джъстин Хейбър – Добруджа (1998)
- Стефан Джилио – ЦСКА (2000 – 2002), Локомотив (София) (2002 – 2003)
- Чъкс Нвоко – ЦСКА (2001)
- Даниел Богданович – Черно море (2003), Локомотив (София) (2008 – 2009)

## Мароко
- Мурад Хидиуед – Литекс (2001 – 2005), ЦСКА (2005 – 2006)
- Абдулкарим Киси – Литекс (2004 – 2005), Берое (2007)
- Абдер Кабус – ЦСКА (2007 – 2008)
- Юсеф Рабех – Левски (2007 – 2010)
- Шакиб Бензукан – Левски (2007 – 2010)
- Рашид Тиберканин – Левски (2008 – 2009)
- Аатиф Шаешу – Черноморец (Бургас) (2012)
- Мехди Бурабия – Локомотив (Пловдив) (2015), Черно море (2015 – 2016), Левски (2016 – 2017)
- Ясин Ел Харуби – Локомотив (Пловдив) (2015 – 2017)
- Раян Фрикеш – Локомотив (Пловдив) (2017 – 2018)
- Билал Бари – Монтана (2020 – 2021), Левски (София) (от 2021 г.)
- Сами Ел Анаби – Черно море (2021 - 2022), Спартак (Варна) (2022 - 2023)
- Айуб Абу – Царско село (2022), Пирин (Благоевград) (2023 - )

## Мартиника
- Йоан Пивати – Етър (2012 – 2013)
- Матиас Курьор – Черно море (2014 – 2016, 2020 – 2021, 2022), Локомотив ГО (2016)

## Молдова
- Владислав Немешкало – Янтра (Габрово) (1991 – 1992, 1993 – 1994)[26]
- Игор Райчев – Спартак (Варна) (1992 – 1993)
- Евгени Хмарук – ЦСКА (2004 – 2005), Черно море (2008 – 2009)
- Александру Пашченко – Верея (2016)
- Андрей Киофу – Верея (2018)
- Артур Крачун – Локомотив (Пловдив) (2021), Царско село (2022)
- Александър Белоусов - Спартак (Варна) (2022 - 2023)

## Монсерат
- Корин Брокс – Монтана (2017)

## Мозамбик
- Мануел Лопеш – Берое (2006 – 2007)
- Джери Ситое – Берое (2013)
- Давид Малембана – Локомотив (Пловдив) (2019 – 2021), Локомотив (София) (2022 – 2023)

## Намибия
- Виктор Хелу – Локомотив (София) (2001 – 2002)[27]

## Нидерландия
- Андре Бринк – Левски (1936)[28], ФК Шипка (София) (1937 – 1938)[29]
- Тайс Слуйтер – Литекс (2007 – 2008)
- Куидо Ланзаат – ЦСКА (2007 – 2008)
- Грегъри Нелсън – ЦСКА (2010 – 2012), Ботев (Пловдив) (2015 – 2016)
- Сержиньо Грийн – Левски (2010 – 2012)
- Андвеле Слори – Левски (2010)
- Сьорд Арс – Левски (2011)
- Илиас Хадад – ЦСКА (2012)
- Ясар Такак – Етър (2012)
- Мичел Бьоргзорг – Лудогорец (2012 – 2014), Славия (2014 – 2015)
- Върджил Мисиджан – Лудогорец (2013 – 2018)
- Марлон Перейра – Ботев (Пловдив) (2013)
- Ромарио Кортзорг – Ботев (Пловдив) (2013 – 2014)
- Луис Педро – Ботев (Пловдив) (2013 – 2014), Левски (2014 – 2015)
- Йерун Луму – Лудогорец (2014)
- Кристиян Супусепа – ЦСКА (2014 – 2015)
- Сендрино Мисиджан – ЦСКА (2014 – 2015)
- Марк Клок – Черно море (2014 – 2016)
- Ранди Онуоха – Нефтохмик (2017), Славия (София) (2019)
- Жерсон Кабрал – Левски (2017 – 2019)
- Ролан Алберг – ЦСКА (2018)
- Родни Клоостер – Ботев (Пловдив) (2019)
- Филип ван Арнем – Ботев (Пловдив) (2019)
- Найджъл Робърта – Левски (2019 - 2021)
- Фахд Актау – Черно море (2019 – 2020)
- Родни Антви – Царско село (2019), Спартак Варна (2022 - 2023)
- Дарен Сидоел – Арда (Кърджали) (2019 – 2020)
- Върнан Анита – ЦСКА (2020)
- Стайн Спиерингс – Левски (2020)
- Лудсинио Маренго – Царско село (2020)
- Юрген Матей – ЦСКА (от 2020 г.)
- Елвис Ману – Лудогорец (2020 – 2022), Ботев (Пловдив) (2022 - )
- Серджио Падт – Лудогорец (от 2021 г.)
- Дилан Мартенс – Царско село (2020 – 2021), Ботев (Пловдив) (от 2021 г.)
- Нордин Бакер – Берое (2021 – 2022)
- Яник Вилдсхут – ЦСКА (София) (2021 - 2022)
- Шакил Сно – Локомотив (Пловдив) (2021 – 2022)
- Ник Хенгелман – Пирин (Благоевград) (2021 – 2022)
- Антон Фасе – Ботев (Враца) (2021 - 2022)
- Келиан ван дер Каап – Левски (София) (от 2022 г.)
- Джаспър ван Хертъм – Ботев (Пловдив) (2022 - )
- Брадли де Нойер – ЦСКА (2022 - )
- Арсенио Валпоорт - Хебър (2022 - 2023)

## Нигер
- Оливие Харуна Боне – Локомотив (Пловдив) (2015), Монтана (2016)

## Нигерия
- Ибе Джонсън – Литекс (1999)
- Екундайо Джаейоба – Велбъжд (Кюстендил) (2000 – 2001), Локомотив (Пловдив) (2001 – 2005), Левски (2005 – 2007), – Черноморец (Бургас) (2008), Вихрен (Сандански) (2009 – 2010)
- Джеймс Емека Оджи – Берое (2001 – 2002), Рилски спортист (2003)
- Ричард Еромоигбе – Черно море (2002 – 2003), Левски (2003 – 2007), Берое (2012)
- Емануел Баба – Черно море (2002 – 2003), Левски (2003 – 2004), Спартак (Варна) (2006 – 2008)
- Омониго Темиле – Черно море (2002 – 2003), Левски (2003 – 2004), Ботев (Пловдив) (2008 – 2009)
- Гарба Лавал – Левски (2002 – 2003)
- Джъстис Кристофър – Левски (2002 – 2004)
- Съндей Калунга – Нафтекс (2003 – 2005)
- Дино Езе – Берое (2004 – 2005), Локомотив (Пловдив) (2006)
- Принс Абеди – Нафтекс (2005 – 2006)[30]
- Шалозе Удоджи – Вихрен (Сандански) (2005 – 2007), ЦСКА (2007 – 2009)
- Юсуф Бело – Вихрен (Сандански) (2005 – 2006)[31], Рилски спортист (2006 – 2007)[32], Беласица (Петрич) (2009)[33]
- Кевин Амунеке – ЦСКА (2007)
- Дениран Ортега – Спартак (Варна) (2007), Славия (София) (2007 – 2011), Левски (2009)
- Виктор Дениран – Славия (София) (2007 – 2011), Спортист (Своге) (2009 – 2010), Ботев (Враца) (2011), Монтана (2012 – 2013)
- Даниел Ола – Ботев (Пловдив) (2009)
- Патрик Огунсото – Локомотив (Пловдив) (2011 – 2012)
- Салас Окечукво – Миньор (Перник) (2011 – 2013)
- Касали Касал – Етър (2012)
- Стенли Окоро – Черно море (2013 – 2014)
- Ошобе Оладеле – Локомотив (Пловдив) (2014), Хасково (2015)
- Стивън Сънди – ЦСКА (2014 – 2015)
- Тунде Адениджи – Левски (2016 – 2017)
- Пол Офоте – Витоша (Бистрица) (2017 – 2018)
- Шикози Мба – Славия (София) (2017 – 2018)
- Стивън Езе – Локомотив (Пловдив) (2018 – 2019)
- Муса Мухамед – Локомотив (Пловдив) (2018)
- Мустафа Абдулахи – Локомотив (Пловдив) (2018 – 2020)
- Олусегун Олакунле – Ботев (Пловдив) (2021)[34]
- Ифеани Дейвид – Ботев (Пловдив) (2021)[35]
- Джонатан Окоронкво – Ботев (Пловдив) (2021)
- Точукву Ннади – Ботев (Пловдив) (от 2021 г.)
- Самуел Акере – Ботев (Пловдив) (2022 – )
- Убе Емануел – Ботев (Пловдив) (2022 – )
- Окези Ебенезер – Арда (2023 – )

## Норвегия
- Кай Ришолт – Етър (2013)
- Либан Абди – Левски (2015)
- Бьорн Йонсен – Литекс (2015 – 2016)
- Акиншола Акинйеми – Локомотив (Пловдив) (2020)
- Джонатан Линдсет – ЦСКА (2022 – )
- Аслак Витри – Лудогорец (2022 – )
- Тобиъс Хайнц – ЦСКА ( 2023- )

## Панама
- Хосе Гарсес – ЦСКА (2007 – 2008)
- Хосе Кордоба – Етър (2021), Левски (София) (от 2021 г.)
- Ромеш Ивей – Етър (2021), Спартак Варна (2022 - 2023)

## Парагвай
- Пабло Жуниор Хименес – Черно море (2008)
- Уго Баес – ЦСКА (2009 – 2010)

## Перу
- Хеан Деса – Левски (2016)
- Паоло Уртадо – Локомотив (Пловдив) (2021)

## Полша
- Аркадиуш Виерешко – Локомотив (Пловдив) (1997 – 1998)[36]
- Дамиан Рачка – Локомотив (Мездра) (2009)
- Томаш Сайдак – Славия (2009)
- Кшищоф Хримович – Етър (2013)
- Матеуш Бонк – Етър (2013)
- Михал Протасевич – Етър (2013)
- Славомир Циенциела – Етър (2013)
- Адам Стаховяк – Ботев (Пловдив) (2013 – 2015)
- Марчин Буркхард – Черно море (2014 – 2015)
- Лукаш Гикевич – Левски (2015)
- Даниел Кайзер – Ботев (Пловдив) (2017 – 2019, 2023 - )
- Яцек Горалски – Лудогорец (2017 – 2019)
- Якуб Шверчок – Лудогорец (2017 – 2020)
- Корнел Осира – Хебър (2022 - 2023)
- Якуб Пиотровски – Лудогорец (2022 - )

## Португалия
- Родриго Бразао – Литекс (2001)
- Жоао Брито – ЦСКА (2002 – 2004)
- Фелипе Кандидо – Локомотив (София) (2005 – 2006)
- Сержиньо – Вихрен (Сандански) (2005 – 2007), Локомотив (Пловдив) (2011 – 2012), ЦСКА (2012 – 2013)
- Тиаго Коща – Вихрен (Сандански) (2007)
- Едуардо Симоеш – Вихрен (Сандански) (2007 – 2008)
- Луис Диас – Вихрен (Сандански) (2007)
- Уго Сантош – Вихрен (Сандански) (2007 – 2009)
- Марсио Нуньо – Черноморец (Бургас) (2007 – 2011)
- Рикардо Андре – Черно море (2007 – 2009), Черноморец (Бургас) (2010 – 2011)
- Андре Мартинс – Видима-Раковски (2008)
- Диого Андраде – Вихрен (Сандански) (2008 – 2009)
- Фаусто – Локомотив (Мездра) (2008 – 2009)
- Руй Мигел – Локомотив (Мездра) (2008), ЦСКА (2009 – 2010)
- Филипе да Коща – ЦСКА (2008), Левски (2009)
- Уго Симоеш – Локомотив (Мездра) (2009)
- Нуно Фонсека – Локомотив (Мездра) (2009)
- Тозе Мареко – Локомотив (Мездра) (2009)
- Педриня – Черноморец (Бургас) (2010)
- Жайме Диаш Браганса – Черноморец (Бургас) (2011)
- Серджо Органища – Академик (София) (2011)

- Елио Мартинс – Берое (2012 – 2014)
- Алберто Лоузейро – Берое (2012 – 2013)
- Педро Еуженио – Берое (2012 – 2013, 2017 – 2018, 2019), Хасково (2014 – 2015), Черно море (2015 – 2016), Верея (2016 – 2017)
- Антонио Ливраменто – Берое (2012), Славия (2013), Локомотив (София) (2014 – 2015)
- Давид Каядо – Берое (2012 – 2013)
- Витиня – Лудогорец (2012 – 2017), Черно море (2017 – 2018)
- Нуно Пинто – Левски (2012 – 2013)

- Кристовао да Силва Рамос – Левски (2012 – 2013, 2014)
- Жоао Силва – Левски (2012 – 2013)
- Бернардо Тенгариня – ЦСКА (2012)
- Бруно Морейра – ЦСКА (2013)
- Фабио Ешпиньо – Лудогорец (2013 – 2015)
- Карлос Фонсека – Черноморец (Бургас) (2013 – 2014), Славия (2014 – 2015)
- Чико Гомеш – Черноморец (Бургас) (2013 – 2014)
- Маркиньо – Черноморец (Бургас) (2013)
- Жиньо – Черно море (2015)
- Пауло Регула – Литекс (2015)
- Арсенио Нунеш – Литекс (2015 – 2016), ЦСКА (2016 – 2017)
- Диого Виана – Литекс (2015 – 2016), ЦСКА (2016)
- Пауло Телес – Локомотив (Пловдив) (2016 – 2017)
- Педрито – Берое (2016)
- Уго Секо – Черно море (2016)
- Давид Симао – ЦСКА (2016 – 2017)
- Руи Педро – ЦСКА (2016 – 2017)
- Рубен Пинто – ЦСКА (2016 – 2020)
- Тиаго Родригес – ЦСКА (2017 - 2021)
- Рубен Бригидо – Берое (2017 – 2019)
- Фелипе Нашименто – Левски (2017 – 2019)
- Афонсо Фигеридо – Левски (2018)
- Укра – ЦСКА (2018)
- Фабио Мартинш – Черно море (Варна) (2018)
- Жанио Бикел – ЦСКА (2018 – 2019)
- Нуно Рейш – Левски (2018 – 2019)
- Нуно Томас – ЦСКА (2019)
- Жоао Аморим – Арда (Кърджали) (2019)
- Диниш Алмейда –Локомотив (Пловдив) (2019 – 2021)
- Жордао Кардосо – Черно море (Варна) (2019 – 2020)
- Сандро Семедо – Дунав (Русе) (2019)
- Педро Лагоа – Етър (2020), Ботев (Враца) (2020 - 2021)
- Еривалдо – Берое (2020 – 2021)
- Родриго Вилела – Черно море (2020 - 2022)
- Леандро – Черно море (2020 – 2022)
- Жосуе Са – Лудогорец (2020 - 2022)
- Зе Гомеш – Черно море (2021 – 2022)
- Клод Гонсалвеш – Лудогорец (от 2021 г.)
- Селсо Рапосо – Локомотив (София) (2021 - 2023)
- Гонсало Виейра – Ботев (Враца) (2021 – 2022)
- Сержиньо – Ботев (Враца) (2021 – 2022)
- Карлос Джало – Ботев (Враца) (2022)
- Кристиано - Спартак (Варна) (2022 - 2023)
- Рука - Берое (2022 - 2023)
- Матеус Клементе - Черно море (2022 - 2023)
- Мауро Серкейра – Хебър (2022 - )
- Диого Тейшейра - Локомотив (София) (2023 - )

## Румъния
- Мику Гуда – Дунав (Русе)
- Мариян Балан – Черноморец (Бургас) (1991 – 1994)
- Петре Григораш – Добруджа (1992 – 1993), Левски (1993), Локомотив (Пловдив) (1994)
- Габриел Захиу – Добруджа (1992 – 1995)
- Костин Караман – Добруджа (1993 – 1994)
- Мариян Дула – Добруджа (1994 – 1995)
- Лауренциу Регекампф – Литекс (1998 – 1999)
- Валериу Ракита – Литекс (2000 – 2002)
- Аурелиан Патрашку – Литекс (2000 – 2002)
- Флорин Пруня – Литекс (2000)
- Илие Костел – Черно море (2000 – 2001)
- Илие Санду – Ботев (Пловдив) (2000 – 2001)
- Еуген Трика – Литекс (2003 – 2005), ЦСКА (2006 – 2007)
- Йонуц Баядеску – Нафтекс (Бургас) (2003 – 2005)
- Флорентин Петре – ЦСКА (2006 – 2008, 2010)

- Александру Пицурка – ЦСКА (2006 – 2007)
- Даниел Панку – ЦСКА (2010)
- Флорин Брату – Литекс (2010)
- Кристиан Мускалу – Черноморец (Бургас) (2010)
- Янис Зику – ЦСКА (2011)
- Александру Пакурар – ЦСКА (2012)
- Джордже Паун – ЦСКА (2012)
- Козмин Моци – Лудогорец (2012 - 2021)
- Алесандру Куртеан – Ботев (Пловдив) (2014)
- Алесандру Бенга – Ботев (Пловдив) (2014)
- Сърджан Лукин – Ботев (Пловдив) (2014), Левски (2016 – 2017)
- Емил Нину – Левски (2015)
- Сергиу Буш – ЦСКА (2014 – 2015), Левски (2017 – 2019)
- Андрей Препелица – Лудогорец (2015 – 2016)
- Клаудиу Кешерю – Лудогорец (2015 – 2021)
- Серхиу Хомей – Нефтохимик (Бургас) (2016 – 2017)
- Александру Джурджу – Славия (2016 – 2017)
- Драгош Фирцулеску – Берое (2017 – 2018), Дунав (Русе) (2019), Славия (от 2020 г.)
- Серджиу Негрут – Берое (2017 – 2018)
- Нелуц Рошу – Левски (2017 – 2018)
- Драгош Григоре – Лудогорец (2018 - 2021)
- Адриан Попа – Лудогорец (2019)
- Йонуц Неагу – Черно море (Варна) (2019)
- Дорин Ротариу – Лудогорец (от 2021 г.)
- Ромарио Мойсе  – Берое (2023)

## Русия
включително СССР и белогвардейски емигранти от Руската империя
- Николай Рашеев - Тича (Варна) (1920 - 1921), Победа (Плевен), Янтра (Габрово)[37][38]
- Александър Мартинов – ФК 13 (1921 – 1922) [39]
- Григорий Бохемски – ФК 13 (1921 – 1922)
- Фридрих Клюд – ФК 13 (1922 – 1931)
- Юрий Сурин – ОСК Слава, АС-23 (1923 – 1926)
- Василий Смирнов – ОСК Слава
- Всеволод Кузнецов – Сава (Русе) (1923), Напредък (Русе)[40]
- Марченко – Сава (Русе) (1923), Напредък (Русе)[41]
- Николай Дубейтис – Кракра (Перник) (1922 – ?)[42]
- Михаил Борисов – Левски (1922 – 1923)[43]
- Иван Булгаков – Владислав (Варна) (1922 – 1930)
- Валериан (Валя) Рибак – Сава (Русе) (1922 – 1923)[44]
- Сейран Осипов – Хебър (Пазарджик) (1989 – 1990)
- Игор Кулиш – Черноморец (Бургас) (1989 – 1990), Ботев (Пловдив) (1991 – 1992), Локомотив (Пловдив) (1992 – 1993)
- Сергей Климов – Миньор (Перник) (1991 – 1992)
- Михаил Марюшкин – Пирин (Благоевград) (1993 – 1994)
- Сергей Доронченко – Етър (1993 – 1994)
- Сергей Кузнецов – ФК Шумен (1994 – 1995)
- Владимир Сичов – Монтана (1994 – 1995)[45]
- Константин Кайнов – Левски (2000)
- Владислав Радимов – Левски (2001)
- Константин Головской – Левски (2001 – 2004)
- Владимир Герасимов – Черно море (Варна) (2001 – 2003), Левски (2003)
- Евгений Ландирев – Литекс (2003)
- Сергей Миронов – Сливен (2008)
- Александър Буклеев – Берое (2008)
- Олег Шалаев – Славия (2013 – 2014), Хасково (2014)
- Никита Сергеев – Славия (2016)
- Сердер Сердеров – Славия (2016 – 2017)
- Евгений Тюкалов – Славия (2016 – 2017)
- Антон Полюткин – Монтана (2016 – 2017)
- Даниил Майков – Славия (2017 – 2018)
- Дмитрий Иванов – Верея (Стара Загора) (2019)
- Денис Давидов – ЦСКА (2019)
- Иван Селеменев – Дунав (Русе) (2019)

## Саудитска Арабия
- Хюсеин Сюлеймани – Верея (Стара Загора) (2017 – 2018)[46]

## САЩ
- Джемал Джонсън – Локомотив (София) (2011)

## Северна Македония
- Стоимир Урошевич – Пирин (Благоевград) (1992 – ?), Левски (Кюстендил)
- Бобан Бабунски – ЦСКА (1992 – 1994)
- Саша Чирич – ЦСКА (1993)
- Люпчо Марковски – ЦСКА (1993 – 1995)
- Влатко Костов – Локомотив (София) (1993 – 1994)
- Ристе Милосавов – Добруджа (1995, 1998), ЦСКА (1996 – 1997)
- Илия Найдоски – ЦСКА (1995 – 1996)
- Ванчо Траянов – Велбъжд (Кюстендил) (2000 – 2001), Локомотив (Пловдив) (2002 – 2004, 2014 – 2018), Черноморец (Бургас) (2007 – 2009, 2013 – 2014), Миньор (Перник) (2010 – 2012)
- Яне Николовски – Славия (2001 – 2003)
- Артим Шакири – ЦСКА (2002 – 2003)
- Жарко Серафимовски – Локомотив (Пловдив) (2002 – 2003)
- Роберт Петров – Локомотив (Пловдив) (2002 – 2006, 2017), ЦСКА (2006 – 2008), Славия (2009 – 2010)
- Тони Питошка – Марек (Дупница) (2002 – 2004, 2006 – 2007)
- Сашо Лазаревски – Марек (Дупница) (2002 – 2004), Локомотив (Пловдив) (2005)
- Благой Донев – Марек (Дупница) (2003 – 2004), Видима-Раковски (2004 – 2005)
- Владимир Секулоски – Славия (2003 – 2004)[47]
- Роберт Попов – Литекс (2003 – 2008)
- Наско Киров – Пирин (Благоевград) (2003 – 2004)
- Деян Постоловски – Локомотив (Пловдив) (2003 – 2004), Пирин (Благоевград) (2004 – 2005)
- Бобан Янчевски – Локомотив (Пловдив) (2003 – 2005)
- Илами Халими – Локомотив (Пловдив) (2004 – 2007)
- Зоран Златковски – Пирин (Благоевград) (2004 – 2005, 2009 – 2010), Локомотив (Пловдив) (2005 – 2007), Славия (2008), Вихрен (Сандански) (2008)
- Драги Коцев – Пирин (Благоевград) (2004 – 2005, 2008 – 2010), Локомотив (Пловдив) (2010 – 2012), Пирин (Гоце Делчев) (2012 – 2014)

- Закирия Рамадан – Беласица (Петрич) (2005 – 2006)
- Димитър Спасевски – Марек (Дупница) (2006 – 2007)[48]
- Петър Басмарков – Марек (Дупница) (2006 – 2007)
- Ненад Лазаревски – Славия (2006 – 2007)
- Славчо Георгиевски – Вихрен (Сандански) (2006), Славия (2007 – 2008)
- Зоран Балдовалиев – Локомотив (Пловдив) (2007, 2015), Локомотив (София) (2007 – 2009)
- Ивица Лазарев – Берое (2007 – 2008)[49]
- Дарко Тасевски – Левски (2007 – 2012), Славия (София) (2019 - 2023)
- Горан Пройков – Беласица (Петрич) (2007 – 2008)
- Александър Стояновски – Беласица (Петрич) (2007 – 2008)
- Игор Митрески – ЦСКА (2010)
- Бобан Грънчаров – Ботев (Пловдив) (2012 – 2014)
- Християн Кировски – ЦСКА (2013)
- Александър Дамчевски – Черноморец (Бургас) (2014)
- Кире Ристевски – Славия (2014)
- Душан Савич – Славия (2014 – 2015)
- Стефан Спировски – Берое (2014 – 2015)
- Кристиян Наумовски – Левски (2014)
- Денис Махмудов – Левски (2015 – 2016)
- Дарко Стоянов – Дунав (Русе) (2016)
- Боян Гьоргиевски – Нефтохимик (Бургас) (2016 – 2017)
- Стефан Йефтоски – Локомотив (Пловдив) (2016 – 2017)
- Стефан Ашковски – Славия (София) (2018 – 2019)
- Александър Исаевски – Дунав (Русе) (2019 – 2020)
- Дарко Глишич – Септември (София) (2018 – 2019), Арда (Кърджали) (2019)
- Мите Цикарски – Ботев (Пловдив) (2020 – 2022)
- Филип Антовски – Славия (2020 - 2021)
- Влатко Дробаров – Черно море (Варна) (2020 - 2022)
- Марио Младеновски – Ботев (Пловдив) (2021 - 2022)
- Дориан Бабунски – Ботев (Враца) (2021)
- Гьоко Зайков – Левски (София) (2021 – 2022), Славия (2022)
- Мартин Стоянов – Септември София (2022 - 2023)
- Константин Чешмеджиев – Славия (2022), Септември (София) (2023)
- Даме Димов - Локомотив (София) (2023 - )
- Влатко Стояновски - Септември (София) (2023)

## Сенегал
- Ибрахима Гай – ЦСКА (2001 – 2006)
- Осман Диоп – Добруджа (2002 – 2003)
- Мансур Аянда – ЦСКА (2004 – 2005)
- М'Байе Диоп – Славия (2008 – 2009)
- Муса Гай – Монтана (2011)
- Алиун Папа Диуф – Литекс (2011)
- Папис Дембо Коли – Литекс (2012)
- Мохамед Соли – Черноморец Бургас (2013)
- Джаксън Менди – ЦСКА (2013 – 2014), Литекс (2014 – 2015)
- Мансур Гай – Локомотив (Пловдив) (2016)
- Хали Тиам – Левски (2017 – 2020)
- Алиун Самбе – Етър (2017 – 2018)
- Мухамад Н'Диайе – Дунав (Русе) (2018 – 2019)
- Стефан Баджи – Лудогорец (2019 – 2022)
- Алиун Фал – Берое (2020 - 2022)
- Юнус Санкаре – ЦСКА (2020 - 2021)
- Хадим Ндиайе – Царско село (2022), Хебър (Пазарджик) (2022 - 2023)

## Сиера Леоне
- Сюлейман Сесай-Фула – Етър (2013)
- Али Сесей – Арда (Кърджали) (2019)

## Словакия
- Радослав Забавник – ЦСКА (2004 – 2005)
- Даниел Киш – Левски (2008)
- Петер Лерант – Миньор (Перник) (2009)
- Петер Петраш – Левски (2010)
- Якуб Хронец – Калиакра (Каварна) (2011)
- Мариан Ярабица – Лудогорец (2011 – 2012)
- Любомир Гулдан – Лудогорец (2011 – 2013)
- Роман Прохазка – Левски (2012 – 2018)
- Марек Кузма – Черно море (2016 – 2018)
- Кристиян Костърна – Пирин (Благоевград) (2016 – 2017)
- Душан Перниш – Берое (2017 - 2021)
- Мартин Полачек – Левски (2018 – 2019)
- Томаш Кушот – Верея (Стара Загора) (2018)

## Словения
- Владимир Караджич – Локомотив (София) (2002 – 2003)[50]
- Миливое Новакович – Литекс (2005 – 2006)
- Александър Родич – Литекс (2006 – 2007)
- Томислав Мишура – Локомотив (София) (2006 – 2007)
- Митя Мьорец – ЦСКА (2008), Славия (2009)
- Деян Комлиенович – Локомотив (Пловдив) (2009)
- Деян Джерманович – Литекс (2011)
- Саша Живец – ЦСКА (2011)
- Денис Халилович – ЦСКА (2011)
- Юре Травнер – Лудогорец (2011)
- Сувад Грабус – Лудогорец (2011)
- Роман Безяк – Лудогорец (2012 – 2015)
- Рене Михелич – Левски (2013)
- Елведин Джинич – Ботев (Пловдив) (2013)
- Себастян Комел – Черно море (2013)
- Тадей Апатич – Славия (2014)
- Матей Поплатник – Монтана (2015)
- Марко Яколич – Монтана (2017)
- Дино Мартинович – Локомотив (Пловдив) (2017), Верея (Стара Загора) (2018), Етър (2019 – 2020)
- Ален Ожболт – Локомотив (Пловдив) (2018 – 2019)
- Борис Секулич – ЦСКА (2018)
- Жан Карничник – Лудогорец (от 2022 г.)

## Суринам
- Шакил Пинас – Лудогорец (2021 - 2022)

## Сърбия
включително СР Югославия и Сърбия и Черна гора
- Горан Василевич – Локомотив (София) (1992 – 1995, 1996)[51]
- Воислав Будимирович – Локомотив (Пловдив) (1993 – 1995)
- Саша Вукоевич – Локомотив (Пловдив) (1993 – 1994, 1999), Локомотив (София) (1994), Спартак (Пловдив) (1995), Левски (Кюстендил) (1997 – 1998)[52]
- Владан Томич – Славия (1993 – 1994)
- Горан Николич – Славия (1994)
- Зоран Ристич – Славия (1996 – 1997)
- Вук Рашович – Славия (1997 – 1998)
- Зоран Кнежевич – Славия (1997 – 1998)
- Иван Радивоевич – Локомотив (София) (1995 – 1997)[53], Славия (1997 – 1998)
- Предраг Катич – Славия (1997 – 1998)
- Божидар Джуркович – ЦСКА (1997 – 1998)
- Данило Дончич – Локомотив (София) (1997 – 1999)
- Златомир Загорчич – Литекс (1997 – 2000, 2002 – 2004)
- Драголюб Симонович – Литекс (1997 – 2001), ЦСКА (2001 – 2002)
- Игор Богданович – Литекс (1997 – 1999)
- Любомир Воркапич – Славия (1998 – 1999)
- Славолюб Джорджевич – Спартак (Варна) (1999 – 2001)
- Мариян Живкович – Литекс (1999 – 2000)
- Зоран Райович – Берое (Стара Загора) (1999 – 2001), Литекс[54]
- Небойша Йеленкович – Литекс (1999 – 2007, 2009 – 2013)
- Предраг Пажин – Левски (1999 – 2000), Спартак (Плевен) (2002), Локомотив (Мездра) (2008 – 2010)
- Иван Литера – ЦСКА (1999), Велбъжд (Кюстендил) (2000)
- Саша Мъркич – ЦСКА (1999)
- Саша Ковачевич – ЦСКА (1999)
- Драган Шарац – ЦСКА (1999)
- Драган Жилич – ЦСКА (2000)
- Мичо Вранеш – ЦСКА (2000 – 2001)
- Нешко Милованович – Левски (2000 – 2001), Локомотив (Пловдив) (2003 – 2004)
- Мирослав Савич – Левски (2000 – 2001)
- Зоран Янкович – Литекс (2000 – 2002, 2004, 2007 – 2008)
- Никола Латкович – Литекс (2000 – 2001)
- Мирослав Милошевич – Черно море (2000 – 2004, 2005 – 2007)
- Миле Кнежевич – Спартак (Варна) (2000 – 2001)
- Кузман Бабеу – Славия (2000)
- Борко Маринкович – Славия (2000 – 2002)
- Раде Тодорович – Славия (2000 – 2002)
- Будимир Джукич – Славия (2000 – 2004), Спартак (Варна) (2007 – 2008)
- Миодраг Пантелич – Левски (2001 – 2003)
- Йован Веселинович – ЦСКА (2001 – 2002)
- Ненад Лукич – ЦСКА (2001 – 2002), Спартак (Варна) (2002)
- Иван Кризманич – Спартак (Варна) (2001 – 2003), Локомотив (Пловдив) (2004 – 2006)
- Желко Йоксимович – Спартак (Плевен) (2001 – 2002)
- Саша Вицикнез – Нафтекс (Бургас) (2002 – 2004)
- Саша Симонович – Левски (2002 – 2005, 2009 – 2010), Вихрен (Сандански) (2005 – 2006), Славия (2006 – 2008), Локомотив (Мездра) (2008 – 2009)

- Велимир Иванович – Славия (2002 – 2006), Спартак (Варна) (2007 – 2009), Миньор (Перник) (2009 – 2010)
- Дарко Савич – Спартак (Варна) (2002 – 2004), Локомотив (София) (2004 – 2011), Ботев (Враца) (2012 – 2013)
- Саша Антунович – Спартак (Варна) (2002 – 2004), Локомотив (София) (2004 – 2009)
- Саша Богунович – Литекс (2002 – 2003)
- Саша Зимонич – Левски (2003)
- Дарко Спалевич – Черно море (2003), Локомотив (Пловдив) (2003 – 2004)
- Марко Палавестрич – Спартак (Варна) (2003 – 2004, 2007 – 2008)
- Урош Голубович – Спартак (Варна) (2003 – 2004), Локомотив (София) (2004 – 2008), Литекс (2008 – 2011), Лудогорец (2011 – 2013)
- Славко Матич – Славия (2003 – 2004), ЦСКА (2005 – 2006)
- Владан Милосавлевич – Черно море (2004 – 2005), Берое (2008)
- Марко Илич – Черно море (2004 – 2005), Локомотив (Пловдив) (2006), Ботев (Пловдив) (2006), Спартак (Варна) (2006), Сливен (2011)
- Деян Максич – ЦСКА (2004 – 2005)
- Александър Мутавджич – ЦСКА (2005 – 2006)
- Зоран Цветкович – Вихрен (Сандански) (2005 – 2006), Локомотив (Мездра) (2008 – 2009)
- Драган Исайлович – Литекс (2005)
- Иван Чворович – Нафтекс (Бургас) (2005 – 2006), Черноморец (Бургас) (2007 – 2008), Миньор (Перник) (2009 – 2012), Лудогорец (2012 – 2016), Левски (2016), Ботев (Пловдив) (2017 - 2019), Царско село (2019)
- Оливер Ковачевич – ЦСКА (2006)
- Владимир Джилас – Марек (2006), Локомотив (София) (2007 – 2008)
- Марко Симич – Спартак (Варна) (2006 – 2007)
- Марко Палавестрич – Спартак (Варна) (2007 – 2008)
- Марко Савич – Спартак (Варна) (2007 – 2008)[55]
- Игор Таскович – Марек (2007 – 2009), Монтана (2010)
- Игор Бонджулич – Локомотив (София) (2008 – 2009)

- Сърджан Новкович – Славия (2008)
- Павле Попара – Славия (2008 – 2013)
- Ненад Настич – ЦСКА (2008)
- Горан Янкович – Миньор (Перник) (2008 – 2011)
- Милан Милутинович – Локомотив (Пловдив) (2008 – 2010)
- Павле Делибашич – Локомотив (Пловдив) (2008 – 2009), Миньор (Перник) (2010)
- Александър Стоймирович – Черноморец (Бургас) (2008 – 2010)
- Игор Ламбулич – Берое (2008)[56]
- Владан Миросавлевич – Берое (2008)
- Бранислав Ристич – Славия (2009)
- Звонимир Станкович – Локомотив (София) (2009 – 2010)
- Драган Николич – Берое (2009)
- Ненад Лукич – Локомотив (Пловдив) (2011 – 2012)
- Милош Релджич – Локомотив (Пловдив) (2011)
- Славен Станкович – Берое (2011)
- Никола Радулович – Академик (София) (2011)
- Милан Ставрич – Славия (2012)
- Владимир Богданович – Локомотив (София) (2012)
- Ненад Филипович – Етър (2013)
- Неманя Милисавлевич – Лудогорец (2013), ЦСКА (2013 – 2015), Берое (2015 – 2016)
- Марко Ранджелович – Локомотив (София) (2013 – 2015), Нефтохимик (Бургас) (2016 – 2017)
- Младен Живкович – Черноморец (Бургас) (2014)
- Иван Маркович – ЦСКА (2014 – 2015), Черно море (2016)
- Александър Чанович – Черно море (2015 – 2016)
- Боян Йоргачевич – Левски (2015 – 2017)
- Джордже Ивелия – Монтана (2017)
- Небойша Иванчевич – Монтана (2017)
- Марко Адамович – Берое (2017 – 2018)
- Милош Цветкович – Левски (2017 – 2019)
- Милош Петрович – Локомотив (Пловдив) (2018 – 2021, и 2021 - 2023)
- Душан Младенович – Етър (2018)
- Александър Станиславлевич – Славия (София) (2018 – 2019), Ботев (Враца) (2020)
- Неманя Иванов – Славия (София) (2018)
- Душан Лапатович – Славия (София) (2019)
- Лука Щполярич – Славия (София) (2019)
- Бранислав Василевич – Верея (Стара Загора) (2019)
- Зоран Гаич – Арда (Кърджали) (2019 – 2020)
- Ален Стеванович – Царско село (2021 – 2022)
- Милан Йокич – Царско село (2021 – 2022)
- Слободан Рубежич – Арда (2021 – 2022)
- Мирза Делимеджац – Септември (София) (2022 – 2023)
- Лазар Туфегджич – ЦСКА (2022 - )
- Милан Кремерович – Хебър (2022 - )
- Зария Ламбулич  – Берое (2023)
- Неделко Пишчевич - ЦСКА 1948 (2023 - )

## Таджикистан
- Парвизджон Умарбаев – Локомотив (Пловдив) (2016 - 2022) [57], ЦСКА 1948 (2022 - )
- Искандар Джалилов – Дунав (Русе) (2016 – 2017) [58], Локомотив (Пловдив) (2018), Ботев (Враца) (2018)
- Нуридин Давронов – Дунав (Русе) (2016 – 2017) [59]

## Того
- Пол Ададо – Литекс (2002 – 2004), Видима-Раковски (2005)
- Серж Нюанджи – ЦСКА (2012 – 2013)

## Тринидад и Тобаго
- Брент Рахим – Левски (2001 – 2002)

## Тунис
- Енис Хайри – Черноморец (Бургас) (2009 – 2012)
- Аймен Белаид – Локомотив (Пловдив) (2013), Левски (2014 – 2015, 2017 – 2018)
- Тижани Белаид – Локомотив (Пловдив) (2013 – 2014)
- Хамед Намуши – Локомотив (Пловдив) (2013 – 2014)
- Юнес Хамза – Ботев (Пловдив) (2014), Лудогорец (2014 – 2015)
- Ламжед Шехуди – Локомотив (София) (2014 – 2015)
- Набил Тайдер – Локомотив (София) (2014)
- Аймен Суда – Локомотив (Пловдив) (2016)[60], Пирин (Благоевград) (2017 – 2018)
- Мохамед Слим – Локомотив (Горна Оряховица) (2016 – 2017)
- Софиен Муса – Локомотив (Горна Оряховица) (2017)
- Селим Бен Джемия – Верея (Стара Загора) (2017)
- Халед Аяри – Локомотив (Пловдив) (от 2017 г.)
- Надер Гандри – Славия (София) (2021)
- Сиам Бен Юсеф – Берое (2022)

## Туркменистан
- Игор Кислов – Етър (1990 – 1994, 1995 – 1996)[61]

## Турция
- Байкал Кулаксъзоглу – Локомотив (София) (2011)
- Гювен Гюнери – Академик (София) (2010)
- Ендер Гюнлю – Академик (София) (2011)
- Фатих Йълмаз – Етър (2013)
- Ерол Алкан – Берое (2018 – 2019), Етър (2021)
- Беркан Дурду – Дунав (Русе) (2019 - 2020)

## Украйна
- Иван Шарий – Етър (1989)
- Александър Бобух – Ботев (Враца) (1989 – 1990)
- Григорий Лазарко – Ботев (Враца) (1989 – 1990)
- Олег Моргун – Етър (1991 – 1993), Левски (1993 – 1995)
- Борис Деркач – Левски (1991 – 1992)
- Владимир Хмелницки – Спартак (Варна) (1992 – 1993)
- Василий Задорожняк – Хасково (1992 – 1993)
- Юрий Гий – Хасково (1992 – 1993)
- Виктор Олейник – Хасково (1992 – 1993)
- Анатолий Мигул – Шумен (1993 – 1994)
- Сергей Золотницкий – Етър (1993 – 1994)
- Игор Шелист – Етър (1993 – 1996), Локомотив (София) (1996 – 1997)
- Игор Харковченко – Левски (1998), ЦСКА (1999)
- Алексей Якименко – Левски (1998 – 1999)
- Андрей Чопенко – Беласица (Петрич) (1999 – 2000)
- Едуард Цихмейструк – Левски (2000)
- Олександър Ковал – Левски (2000)
- Сергей Крачек – Спартак (Варна) (2000 – 2002)
- Евген Немодруг – ЦСКА (2000 – 2001), Славия (2001 – 2002)
- Дмитрий Мазур – Ботев (Пловдив) (2000 – 2001)
- Сергей Хоменко – Ботев (Пловдив) (2000 – 2001)
- Жуниор Мораеш – ЦСКА (2011 – 2012)[62]
- Денис Причиненко – ЦСКА (2014)
- Игор Ощипко – Ботев (Пловдив) (2016)
- Игор Пластун – Лудогорец (2016 – 2017, и от 2021 г.)
- Олексей Ларин – Дунав (Русе) (2017 – 2018)
- Евген Боровик – Черно море (Варна) (2017 – 2018)
- Денис Василиев – Верея (Стара Загора) (2018)
- Генадий Ганев – Верея (Стара Загора) (2019), Дунав (Русе) (2019), Берое (2020 – 2022), ЦСКА 1948 (2022 – )
- Йевхен Доброволски – Верея (Стара Загора) (2019)
- Серхий Рудика – Верея (Стара Загора) (2019)
- Олексий Биков – Локомотив (Пловдив) (2021 – 2022)
- Евгений Сердюк – Черно море (2021 – 2022), ЦСКА 1948 (2022 – )
- Денис Баланюк - Спартак (Варна) (2022 - 2023)
- Адеринсола Есеола – Хебър (2022 – )
- Хлеб Бухал – Хебър (2022 – )
- Олексий Лобов – Хебър (2022 – )
- Руслан Черненко – Спартак Варна (2022 – 2023)
- Вячеслав Велев - Пирин (Благоевград) (2022 - 2023), ФК Крумовград (2023 - )
- Дмитро Семенив - Пирин (Благоевград) (2023 - )
- Данило Кондраков - Пирин (Благоевград) (2023 - )
- Алекс Педински - Пирин (Благоевград) (2023 - )
- Максим Ковальов - Пирин (Благоевград) (2023 - )

## Унгария
- Ерньо Вайнбергер – Левски (1938 – 1989)
- Ищван Грегуш – Левски (1939 – 1940), СП 39 (Плевен), Напредък (Русе) (1941)[63]
- Ищван Ференци – Левски (2002)
- Петер Кабат – Левски (2002)
- Золтан Фехер – Вихрен (Сандански) (2008 – 2009)
- Лукаш Тихамер – Вихрен (Сандански) (2008 – 2009)
- Дьорд Шандор – Литекс (2009)
- Габор Ерош – Локомотив (Пловдив) (2010 – 2011)
- Миклош Гаал – Славия (2012 – 2013)

## Уругвай
- Едгардо Симович – Вихрен (Сандански) (2008)
- Федерико Рариз – Вихрен (Сандански) (2008)
- Себастиан Флорес – Черно море (2009), Ботев (Пловдив) (2009)
- Николас Раймонди – Локомотив (Пловдив) (2010 – 2011)
- Роберт Флорес – Литекс (2011)
- Игнасио Лорес – Ботев (Враца) (2012), ЦСКА (2013)
- Саша Анеф – Ботев (Враца) (2012)
- Пабло Кабалеро – Ботев (Враца) (2012)
- Нико Варела – Ботев (Пловдив) (2015)

## Узбекистан
- Нематжан Такиров – Левски (Кюстендил) (1996 – 1997)
- Февзи Давлетов – Беласица (Петрич) (1999 – 2000)

## Финландия
- Теро Мантула – Лудогорец (2012 – 2014)
- Патрик-Рихама Хинберг – Етър (2013)
- Виле Салмикиви – Берое (2017)
- Томас Лам – ЦСКА (София) (2021 - 2022)

## Франция
- Беноа Кое – ЦСКА (2004 – 2005)
- Седрик Бардон – Левски (2005 – 2007, 2009 – 2010)
- Жоел Кики – Беласица (Петрич) (2005 – 2008)
- Жан-Филип Кайе – Литекс (2005 – 2006)
- Фабиен Бударен – Литекс (2007 – 2008)
- Седрик Камбон – Литекс (2007 – 2009)
- Седрик Юрас – Литекс (2007 – 2008)
- Жереми Аседо – Литекс (2008)
- Вилфред Нифлор – Литекс (2008 – 2010)
- Алексис Бертен – Литекс (2008 – 2009)
- Александър Барт – Литекс (2008 – 2011), Лудогорец (2011 – 2015), ЦСКА (София) (2017 – 2018)
- Флориан Лучини – Вихрен (Сандански) (2008 – 2009), Локомотив (Пловдив) (2010 – 2012)
- Ландри Матондо-Юла – Ботев (Пловдив) (2009 – 2010)
- Стив-Жозеф Ренет – Славия (София) (2009 – 2010)
- Юнес Банжелун – Локомотив (Пловдив) (2009 – 2012), ЦСКА (2012)
- Жереми Родригес – Локомотив (Пловдив) (2010 – 2012), ЦСКА (2012), Локомотив (София) (2013 – 2014)
- Самир Банжелун – Локомотив (Пловдив) (2010 – 2011)
- Елиот Гранден – ЦСКА (2010)
- Юсеф Идриси – Локомотив (София) (2011)
- Жереми Фо-Поре – Черноморец Бургас (2011 – 2013), ЦСКА (2013 – 2014)
- Муса Койта – Черноморец Бургас (2011 – 2012)
- Бернард Итуа – Литекс (2011 – 2012)
- Максим Жос – Литекс (2011 – 2012)
- Диедон Оуона – Берое (2012)
- Ромейн Ели – Левски (2012 – 2013)
- Гаел Н'лундулу – Черноморец Бургас (2012 – 2013), Локомотив (Пловдив) (2013 – 2014)
- Франк Маду – Миньор (Перник) (2013)
- Игор Джоман – Берое (2013 – 2016)
- Крис Гади – Локомотив (Пловдив) (2013 – 2014), Берое (2014 – 2015), Септември (София) (2017 – 2018), Етър (2019)
- Аласан Н'Диайе – Локомотив (Пловдив) (2013 – 2014), Берое (2014 – 2015), Ботев (Враца) (2020 – 2021)
- Люк-Кристофър Матютю – Локомотив (София) (2013 – 2014)
- Елтон дос Реиш – Локомотив (София) (2013 – 2015), Литекс (2015)
- Осама Мрабет – Черноморец Бургас (2013)
- Жереми Манзоро – Черноморец Бургас (2013 – 2014), Славия (2014 – 2016)
- Лорис Арнауд – Черноморец Бургас (2013)
- Жак Фей – Етър (2013)
- Брус Инканго – Черно море (2013)
- Пласир Бахамбула – Славия (2013 – 2014)
- Кевин Кулибали – Нефтохимик (2013)
- Салим Керкар – Берое (2014 – 2016), Верея (Стара Загора) (2018)
- Жозеф Мендес – Локомотив (Пловдив) (2014)
- Йоан Ласимант – Локомотив (Пловдив) (2014 – 2015)
- Ромейн Инез – Ботев (Пловдив) (2014 – 2015)
- Умар Диаби – Левски (2015)
- Линел Китамбала – Левски (2015)
- Санти Нгом – Левски (2015)
- Матийо Мансе – Славия (2015)
- Дуде Ндонгала – Славия (2015 – 2016), Ботев (Пловдив) (2017 – 2018), ЦСКА 1948 (от 2022 г.)
- Лоик Дуфау – Локомотив (Пловдив) (2015 – 2016)
- Ясин Амриуи – Локомотив (Пловдив) (2015 – 2016), Верея (Стара Загора) (2016 – 2017)
- Бенджамин Морел – Берое (2016)
- Донейл Муканза – Славия (2016)
- Амаду Сукуна – Верея (Стара Загора) (2016), Левски (2017), Черно море (Варна) (2017)
- Адама Гуидала – Верея (Стара Загора) (2016 – 2017)
- Бамба Дарасуба – Монтана (2016 – 2017)
- Карл Мадианга – Локомотив (Горна Оряховица) (2017)
- Бирахим Сар – Монтана (2017)
- Саер Сене – Монтана (2017)
- Мори Диао – Локомотив (Пловдив) (2017)
- Марк Готие Бедиме – Локомотив (Пловдив) (2017)
- Габриел Обертан – Левски (2017 – 2018)
- Антони Белмонт – Левски (2017 – 2019)
- Луи Нганиони – Левски (София) (2018 – 2019), Царско село (2021 – 2022)
- Меска – Берое (2018 – 2019)
- Мохамед Чемпал – Верея (Стара Загора) (2018)
- Билел Аит Малек – Верея (Стара Загора) (2018)
- Уго Коинтард – Ботев (Враца) (2019)
- Йоаким Балми – Черно море (Варна) (2019)
- Тимоте Рубин – Верея (Стара Загора) (2019)
- Жосуе Н'Тоя – Верея (Стара Загора) (2019)
- Теди Мезаг – Берое (2020 – 2021)
- Кийлън Лебон – Берое (2020 - 2022)
- Аристот Мадиани – Витоша Бистрица (2020)
- Муса Адад – Арда (2020 – 2021)
- Мишел Еспиноса – Ботев (Пловдив) (2020 – 2021)
- Салиф Сисе – Царско село (2020), Ботев (Пловдив) (2020 – 2021)
- Тибо Вион – ЦСКА (от 2020 г.)
- Тома Даске – Левски (2020 - 2021)
- Кристиан Гомис – Локомотив (Пловдив) (2020 - 2022)
- Раян Сенхаджи – Монтана (2020 – 2021)
- Мохамед Брахими – Царско село (2020), Пирин (Благоевград) (2021 – 2022), Ботев (Пловдив) (от 2022 г.)
- Реда Рабеи – Ботев (Пловдив) (от 2021 г.)
- Никола Таравел – Арда (2021)
- Йоан Баи – ЦСКА (София) (2021 - 2022)
- Жуниор Нзила – ЦСКА (София) (2021 - 2022)
- Людовик Соарес – Славия (София) (от 2021 г.)
- Венсан Марсел – Локомотив (Пловдив) (2021 - 2022), Хебър (2022 - 2023)
- Антоан Бароан – Ботев (Пловдив) (от 2021 г.)
- Самуел Супрайен – Ботев (Пловдив) (2021 - 2023)
- Кемело Нгуена – Славия (София) (2021 - 2023)
- Виржил Пинсон – Локомотив (София) (2021 - 2022)
- Мазир Сула – Черно море (от 2022 г.)
- Мохамед Бентахар – Ботев (Враца) (2022)
- Жереми Петри – Царско село (2022), Левски София (2022 - )
- Кевин Тапоко – Берое (2022)
- Стив Траоре - Берое (2022 - 2023)
- Жан-Пиер Да Силва – Ботев (Враца) (2022 - )
- Проспър Менди – Спартак Варна (2022 - )
- Чано - Арда (2023), Етър (Велико Търново) (2023 - )
- Клери Сербер - Ботев (Враца) (2022 - 2023)
- Том Рапнуил - Ботев (Враца) (2022 - 2023), ЦСКА 1948 (2023 - )
- Муса Сила - Хебър (2023)
- Раян Сенхаджи - Пирин (Благоевград) (2023), ФК Крумовград (2023 - )
- Хасими Фадига - Левски (2023 - )

## Хаити
- Жан Амброс – Локомотив (Горна Оряховица) (2017)
- Джони Пласид – Царско село (2019 - 2021)
- Дюкенс Назон – ЦСКА (2022 - )

## Хондурас
- Луис Лопес – Ботев (Пловдив) (2009 – 2010)[64]

## Хърватия
- Игор Томашич – Левски (2005 – 2008)
- Матия Матко – ЦСКА (2006)
- Ваня Дзаферович – Берое (2005 – 2007, 2011 – 2012), Локомотив (София) (2008 – 2010)
- Виктор Шпишич – Берое (2005 – 2007), Локомотив (София) (2007 – 2010)
- Томислав Мишура – Локомотив (София) (2006)
- Иван Шертич – Беласица (Петрич) (2008 – 2009)
- Дарио Захора – Локомотив (Пловдив) (2011)
- Горан Блажевич – Левски (2013 – 2014)
- Марин Оршулич – ЦСКА (2014 – 2015)
- Тончи Кукоч – ЦСКА (2014 – 2015)
- Марио Бъркляча – ЦСКА (2015)
- Марио Рашич – Нефтохимик (Бургас) (2016)
- Матеас Делич – Берое (2017)
- Игор Банович – Локомотив (Пловдив) (2017 – 2019)
- Филип Михалевич – Локомотив (Пловдив) (2018)
- Анте Аралица – Локомотив (Пловдив) (от 2018 г.)
- Антони Милина – Локомотив (Пловдив) (2018)
- Юрица Булят – Локомотив (Пловдив) (2018)
- Марин Ромач – Локомотив (Пловдив) (2018 - 2019)
- Йосип Томашевич – Локомотив (Пловдив) (2018 – 2020, и от 2021 г.)
- Дуйе Мрдеша – Локомотив (Пловдив) (2018)
- Вилим Посинкович – Локомотив (Пловдив) (2018 – 2019)
- Данте Стипица – ЦСКА (2018 – 2019)
- Денис Гъргич – Етър (2018)
- Дени Валентич-Бара – Славия (София) (2018 – 2019)
- Никола Марич– Локомотив (Пловдив) (2019)
- Хрвойе Ризванович – Верея (Стара Загора) (2019)
- Марко Перван – Ботев (Пловдив) (2019 - 2020)
- Филип Ждерич – Ботев (Враца) (2019)
- Недийко Ковачевич – Славия (София) (2019)
- Миховил Клапан – Локомотив (Пловдив) (2020)
- Андрия Бубняр – Арда (Кърджали) (2020 - 2021)
- Ловре Кнежевич – Арда (2020 – 2021), Етър (2021)
- Кристиян Илич – Локомотив (Пловдив) (2020 - 2021)
- Филип Михалевич – Локомотив (Пловдив) (2020 - 2021)
- Звонимир Микулич – Левски (София) (2021), Хебър (2022 - 2023)
- Кристиян Кахлина – Лудогорец (2021 – 2022)
- Марко Ихарош – Славия (София) (2021 – 2022)
- Карло Мухар – ЦСКА (София) (2021 - 2022)
- Симон Слуга – Лудогорец (от 2022 г.)
- Иван Лендрич – Царско село (2022)
- Фране Чиряк – Локомотив София (2022)
- Мартин Секулич – Ботев (Пловдив) (2022 - )
- Роберто Пунчец – Ботев (Пловдив) (2022 - )
- Петър Босанчич - Черно море (2022 - 2023)
- Боян Кнежевич – Хебър (2022)
- Анте Блажевич – Левски (2022 - 2023)
- Динко Хоркаш – Локомотив Пловдив (2022 - )
- Петър Чуич - Септември (София) (2023)
- Макс Челич  – Берое (2023)
- Анте Живкович - Хебър (2023)
- Матей Шимич - ФК Крумовград (2023 - )

## Централноафриканска република
- Жозюе Баламанджи – Черноморец (Бургас) (2013 – 2014)
- Фернандер Касай – Славия (2015)
- Дейвид Манга – Берое (2016)
- Амос Юга – ЦСКА (от 2020 г.)

## Чад
- Азрак Махамат – Етър (2012 – 2013), – Локомотив (София) (2013 – 2014)

## Черна гора
- Марко Симич – Спартак (Варна) (2006 – 2007)
- Дарко Вукашинович – Славия (2007 – 2008)
- Никола Вуядинович – ЦСКА (2007 – 2008)
- Зоран Банович – Спартак (Варна) (2008 – 2009)
- Марко Видович – Левски (2011 – 2012)
- Павле Велимирович – Етър (2012)
- Младен Кашчелан – Лудогорец (2012)
- Милан Йованович – Локомотив (София) (2013 – 2014)
- Стефан Николич – ЦСКА (2015)
- Блажо Игуманович – Монтана (2017)
- Неманя Шкечич – Монтана (2017)
- Велко Батрович – Етър (2018 – 2019)
- Милан Вушурович – Верея (Стара Загора) (2018), Ботев (Враца) (2019 – 2020)
- Милан Миятович – Левски (2019 – 2020)
- Стефан Милич - Септември (София) (2023)

## Чехия
включително Чехословакия
- Славе Вайделех - Шипка (София) (1929)[65]
- Карел Буркерт – Левски (1933 – 1934)
- Роберт Цаха – ЦСКА (2004 – 2005)
- Томаш Мица – Нафтекс (Бургас) (2004 – 2005)
- Иржи Ленко – Локомотив (Мездра) (2008 – 2009)
- Давид Бистрон – Левски (2008 – 2009)
- Томаш Оклещек – Миньор (Перник) (2011)
- Радек Петър – Лудогорец (2012)
- Томаш Иршак – Ботев (Пловдив) (2012 – 2015)
- Томаш Черни – ЦСКА (2012 – 2014)
- Якуб Дивиш – ЦСКА (2014 – 2015)
- Павел Чмовш – Левски (2014)
- Ондрей Сукуп – Черно море (2016 – 2017)
- Ян Малик – Черно море (2016)
- Премисл Ковар – Черно море (2016 – 2017)
- Вохчех Сром – Черно море (2017)
- Давид Яблонски – Левски (2017 – 2019)

## Чили
- Марио Нунес – Нафтекс (Бургас) (2002)

## Швейцария
- Зенун Селими – Локомотив (София) (2002 – 2003)
- Михаел Ковачевич – Берое (2014 – 2015)
- Давиде Мариани – Левски (2018 – 2019), Берое (2021 - 2022)
- Зоран Йосипович – Берое (2019 – 2020)
- Миодраг Митрович – Черно море (Варна) (2019 – 2020)
- Валентино Пулиезе – Локомотив (Пловдив) (2020 – 2021), Царско село (2022), Берое (2022)
- Драган Михайлович – Левски (София) (2021 - 2022)
- Раел Лолала – Локомотив (София) (2021 – 2022)

## Швеция
- Роберт Шелийн – Славия
- Фредрик Рисп – Левски (2011)
- Сони Карлсон – Етър (2013)
- Мехмет Мехмет – Етър (2013)
- Симон Сандберг – Левски (2016 – 2017)
- Кевин Хуг Янсон – Ботев (Пловдив) (2021 - 2022)
- Джак Лане – Ботев (Пловдив) (2022)

## Шотландия
- Джон Ингълс – Левски (1999 – 2000)
- Тони Уот – ЦСКА (2019)

## ЮАР
- Симба Марумо – Септември (София) (1999 – 2000), Черноморец (Бургас) (2000 – 2001)
- Макдоналд Муканси – Локомотив (София) (1999 – 2002), ЦСКА (2002 – 2003)
- Рикардо Нунеш – Левски (2014)
- Май Махлангу – Лудогорец (2018 – 2019)

## Южна Корея
- Лий Хюинг Санг – Спартак (Варна) (2008)[66]
- Ким Хо Йон – Славия (София) (2019)

## Япония
- Дайсуке Мацуй – Славия (2012 – 2013)
- Тайсуке Акиоши – Славия (2012 – 2013)
- Кохей Като – Берое (2016 – 2018) [67]
- Казуки Такахаши – Пирин (Благоевград) (2022)